# 変形菌
変形菌（へんけいきん、英: myxomycetes, myxogastrids） とは、アメーボゾアに属する原生生物の1群、またはそれに属する生物のことである。生活環の中で、単細胞のアメーバ細胞または鞭毛細胞である時期、変形体とよばれる多核アメーバ体である時期、胞子を形成・散布する小さなキノコのような子実体である時期をもつ。アメーバ細胞や変形体は、細菌などを捕食して運動し、増殖または成長する。変形体は、目立つ色をして網状で非常に大きくなるものもあるが（図1c）、透明で微細なものもある。光や飢餓刺激によって、変形体から子実体（子嚢体）が形成される。子実体（図1a, b）の色や形は極めて多様であり、愛好家もいる。子実体は、胞子嚢（子嚢）とよばれる袋の中に胞子を内生する点で細胞性粘菌やツノホコリ類とは異なる。変形菌は基本的に陸上環境に生育しており、子実体は、ふつう腐朽木や落葉など植物遺体上に形成される。
変形菌の子実体は微小なキノコに似ているため、古くはふつう菌類に分類されていた。しかし、栄養体が細胞壁を欠き細菌などを捕食するアメーバ細胞や変形体であるため、原生動物に分類されることもあった。2020年現在では、変形菌は、真核生物の大きな系統群の1つであるアメーボゾアの中の変形菌綱（学名: Myxogastrea, Myxomycetes）に分類される。既知種数としてはアメーボゾア内で最大のグループであり、900種ほどが知られる。
単に粘菌とよばれることもあるが、細胞性粘菌や原生粘菌と区別する意味で真正粘菌または真性粘菌（しんせいねんきん、true slime molds）ともよばれる。また細胞性粘菌とは異なり、多細胞体ではない変形体を形成するため、変形体形成粘菌 (plasmodial slime molds) や 非細胞性粘菌 (acellular slime molds) ともよばれる。

## 特徴
変形菌は、その生活環の中に、単細胞のアメーバ細胞または鞭毛細胞である時期、変形体である時期、胞子を形成・散布する子実体である時期をもつ（下図2）。胞子から発芽したアメーバ細胞や鞭毛細胞は単相（染色体を1セットのみもつ）の核を1個だけもち、細菌などを捕食し、分裂・増殖する。このような細胞は配偶子として合体し、複相（染色体を2セットもつ）の接合子となり、これが成長して多核の原形質塊である変形体になる。変形体も運動し細菌などを捕食して成長するが、飢餓刺激などによって子実体を形成する。子実体は、減数分裂によって胞子を形成、散布する（よって胞子は単相）。

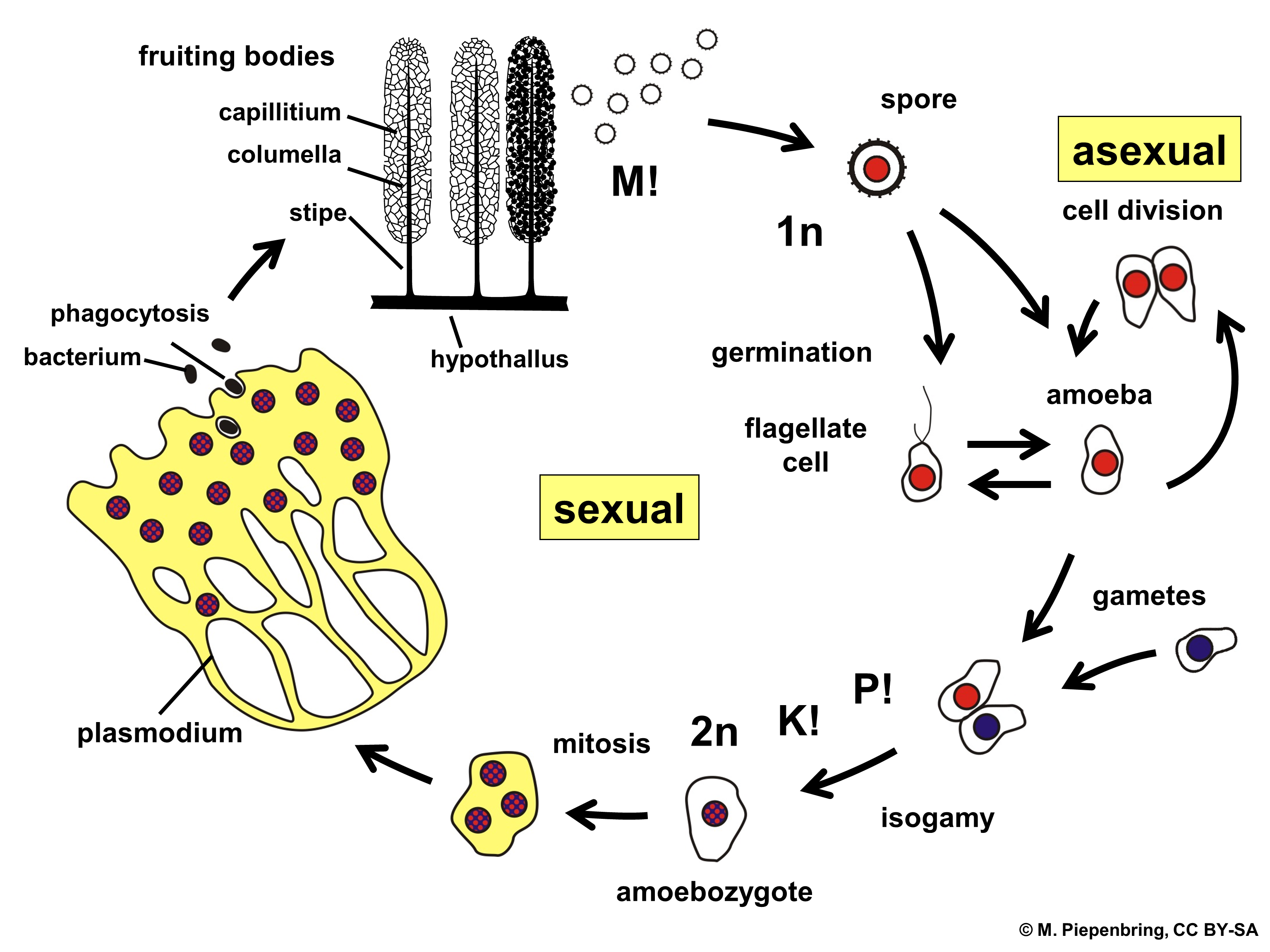
2. 変形菌の生活環：胞子 (右上) は単相 (1n) であり、発芽して鞭毛細胞またはアメーバ細胞を形成し変換可能である。アメーバ細胞は二分裂で増殖する。これらの細胞は配偶子となり、細胞質融合 (P!)、核融合 (K!) して複相 (2n) の細胞になる (下)。この細胞は核分裂を繰り返し (左下)、多核の変形体 (左) になり、細菌などを捕食して成長する。変形体は子実体 (左上) を形成し、減数分裂 (M!) を通して胞子を形成する。

このように、変形菌における生活環は、ふつう有性生殖と連動している。しかし、このような生活環が有性生殖と連動せずに無性的に起こることもある。この場合、子実体が減数分裂ではなく体細胞分裂によって胞子を形成（単相または複相）、この胞子から発芽した細胞が配偶子合体を経ずにそのまま変形体に成長し、子実体を形成する。単一の胞子に由来する株が変形体・子実体形成をする場合、ホモタリック（同一株内での配偶子合体が起こる）であると考えられていたが、実際にはこのような例の多くが上記のような無配生殖（配偶子を経ない生殖）であることが示されている（2016年現在、確実にホモタリックである例は知られていない）。

### アメーバ細胞・鞭毛細胞

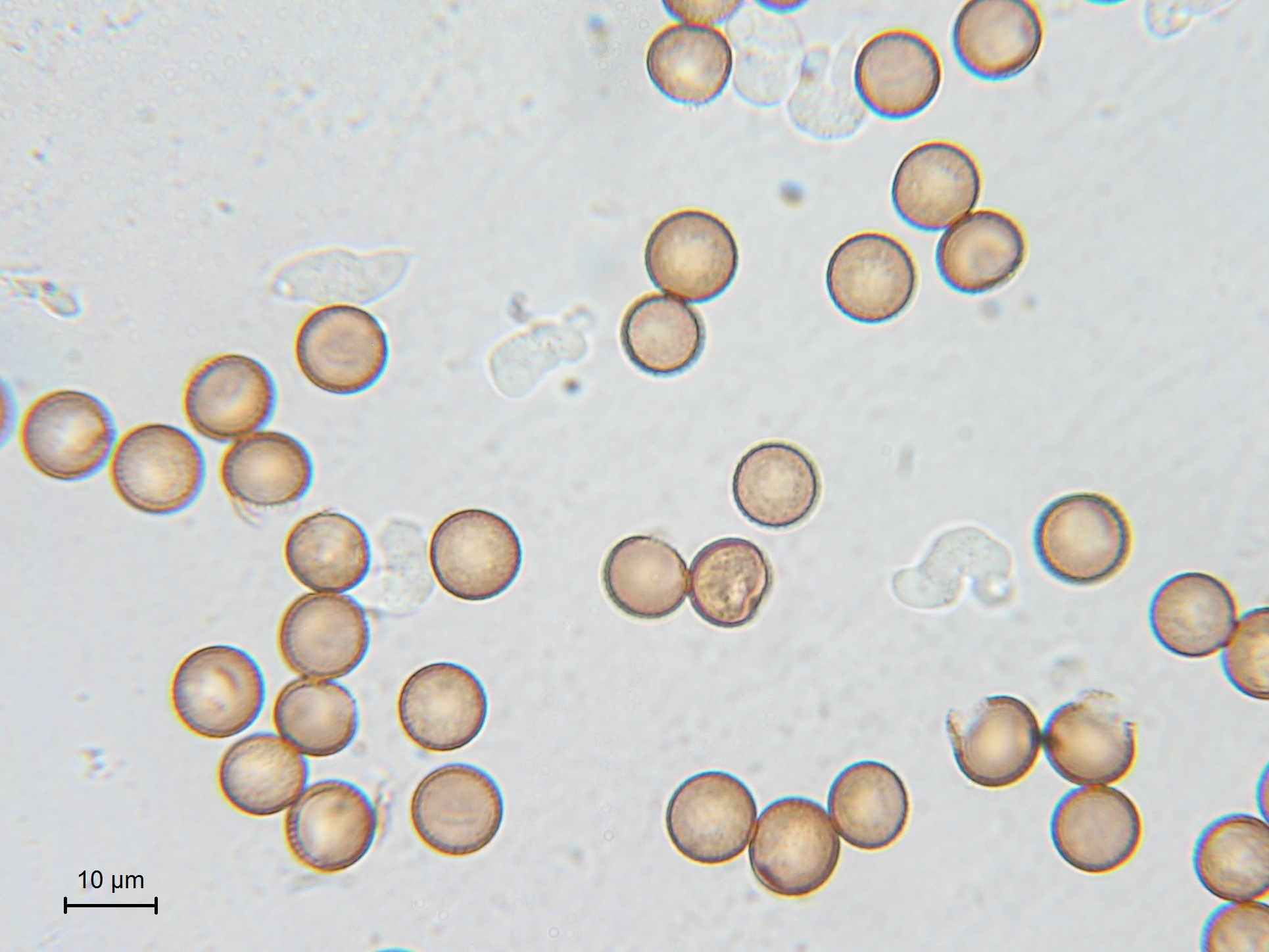
3. カタクミホコリ属（ムラサキホコリ目）の胞子と発芽した細胞

胞子が発芽すると、1個の核をもつアメーバ細胞（粘菌アメーバ、粘液アメーバ myxamoeba）または鞭毛細胞 (myxoflagellate, flagellate cell, swarm cell) が生じる（図3）。アメーバ細胞は糸状の副仮足をもつ。一方、鞭毛細胞はふつう2本鞭毛性であり、細胞頂端から前方へ伸びる長鞭毛と、後方へ伸びる短鞭毛をもつ。長短鞭毛とも小毛を付随しない（むち型）。発芽後のアメーバ細胞と鞭毛細胞の間は、水分条件などによって変換することがある（水分が多いと鞭毛細胞になる）。ただし鞭毛細胞を欠く例も知られている。
アメーバ細胞や鞭毛細胞は、細菌などの有機物粒子を捕食、または可溶性有機物を吸収する。アメーバ細胞は、二分裂によって増殖する。この二分裂において、核分裂は開放型（核膜が消失する）であり、極には中心体が存在する。染色体は小さく、確認が難しい。核ゲノム塩基配列はモジホコリ（モジホコリ目）の無菌株においておおよそ解読されているが、繰り返し配列が多く、解析を困難にしている。リボソームRNA遺伝子は染色体上には存在せず、プラスミド上に多コピーが存在する。生活環を通じて、変形菌のミトコンドリアは管状クリステをもつ。
不適な環境下では、アメーバ細胞はガラクトサミンを含む細胞壁を形成し、ミクロシスト (microcyst) とよばれる耐久細胞になる。好適な環境になると、ミクロシストは発芽してアメーバ細胞または鞭毛細胞を生じる。
変形菌の中には、単核のアメーバ鞭毛細胞である時期のみをもち、少なくとも培養下では変形体や子実体を形成しないものも知られている。このような生物は、Hyperamoeba に分類されていた。分子系統学的研究からは、Hyperamoeba とされる生物が多系統群であり、モジホコリ属やカタホコリ属、ムラサキホコリ属などさまざまな系統の変形菌を含んでいることが示されている（2020年現在では Hyperamoeba は、モジホコリ属のシノニムとされている）。このことは、変形体・子実体形成能の二次的欠失が、変形菌の中で独立に何度も起こったことを示唆している。

### 変形体
アメーバ細胞または鞭毛細胞は配偶子としても機能し、対応する交配型の細胞が合体して複相の接合子となる。多くの変形菌では、交配型は多型の1遺伝子座で決定されているが、複数の遺伝子座からなる交配型をもつものもいる（モジホコリなど）。合体する配偶子の間に形態・大きさの差異はなく、同形配偶子である。
接合子はアメーバ細胞となり、細胞質分裂を伴わない核分裂を繰り返し、多核の原形質塊である変形体 (plasmodium, pl. plasmodia) になる（下図4a, b）。ただし上記のように、アメーバ細胞が合体を経ずに直接、変形体に発達することもある。変形体は細胞壁をもたないが、しばしばガラクタンを含む粘液鞘 (slime sheath) で覆われている。変形体中では、多数の核がほぼ同調して核分裂する。結果として、変形体は億単位の核をもつこともある。この核分裂は閉鎖型（核膜が維持される）であり、極には中心体が存在しない。変形体はふつう目立つ原形質流動を示し、しばしば規則的な流動方向の逆転が見られる。このような原形質流動は、アクチン-ミオシン、カルシウムイオンが関与している。
変形菌に見られる変形体は、以下の3型に類別される。ただし、中間的なものも見られる。可視変形体以外は、野外で確認するのは難しい。
- 原変形体（プロトプラスモディウム[22]; protoplasmodium, pl. protoplasmodia）
成長しても微小であり、核の数も少ない。網状構造や規則的な原形質流動は見られない。ふつう1個の子実体を形成する。コホコリ属（コホコリ目）、ハリホコリ属（ハリホコリ目）、クビナガホコリ属（クビナガホコリ目）などに見られる[23]。
- 透明変形体（アファノプラスモディウム[22]; aphanoplasmodium, pl. aphanoplasmodia）
成長すると、細い原形質糸からなる粗い網状構造となる。原形質は均質で規則的で速い原形質流動を示す。薄く、色は透明、子実体形成直前に着色する。粘液鞘を欠く。ふつう分割して子実体になる。ムラサキホコリ属やカミノケホコリ属（ムラサキホコリ目）などに見られる[24]。
- 可視変形体（ファネロプラスモディウム[22]; phaneroplasmodium, pl. phaneroplasmodia）（図4a-c）
成長すると、網状で縁辺が扇形の構造となる。大型であり、幅が 1 m 以上になるものもいる。原形質は顆粒状で規則的で速い原形質流動を示し、秒速 1 mm 以上に達することがある[3]。色はふつう白色から黄色、ときにオレンジ色、褐色、赤色、灰色、緑色、青色など。色は環境条件で変わることもある[20]。厚い粘液鞘で覆われる。ふつう分割して子実体になる。

変形体は基質上を匍匐し（時速数cmに達することもある）、負の走光性やグルコースなどに対する正の走化性を示す（下図4c）。変形体の通った跡には、粘液質が残されることがある。若い変形体は、同じ遺伝型の他の変形体と融合して成長することがある。また変形体を分断しても、それぞれ独立した変形体となる。変形体は、細菌や酵母、微細藻、胞子、生きていない有機物片、さらに変形菌のアメーバ細胞や鞭毛細胞などを食作用によって取り込み、細胞内消化する。また少なくとも一部の変形菌は、消化酵素を分泌してキノコなどを細胞外消化し、可溶性有機物を吸収することができる。モジホコリなどの変形体はオートミールを用いて培養できるが、この際に変形体はオートミールを細胞外消化していると考えられている。
乾燥や高温、低温など不適条件になると、変形体は菌核 (sclerotium, pl. sclerotia) とよばれる構造に転換する（上図4d）。菌核は、厚い壁で囲まれた小さな（直径 10–25 µm）多核細胞 (spherule, macrocyst) の集合体である。菌核は耐久構造であり、長期間休眠することができる（ただし一般的に胞子ほど長期間ではない）。環境が好転すると、菌核は発芽して融合し、再び変形体になる。

### 子実体
飢餓や乾燥、温度、光刺激などによって、変形体は子実体形成を開始する。子実体形成は不可逆的であり、形成途中から変形体に戻ることはない。1個の変形体は、1個または多数の子実体を形成する。変形体はふつう子実体形成時になって初めて人目に触れる場所に出現するが、大きな変形体として現れるもの（モジホコリ類など）や、変形体が分断化して現れるもの（アミホコリ類など）がいる。子実体形成にかかる時間は短く、ふつう24時間以内に完了する（下図5a）。
子実体は、単独に生じるもの（孤生）や、複数がそれぞれかなり離れて形成されるもの（散生）、複数がまとまって生じるもの（群生）がある。子実体が密生した小群に分かれて生じているものは、束生ともいう（ムラサキホコリ属など）（下図5b）。
変形菌の子実体 (fruiting body, fruit body, sporocarp) は、いずれも胞子を胞子嚢（子嚢）の中に内生する。この特徴は、細胞性粘菌やツノホコリ類とは異なる。胞子を内生するため、変形菌の子実体は子嚢体 (myxogasterocarp) ともよばれる。子実体はしばしば柄をもち、基質上に広がった変形体に由来する変形膜の上に形成される。変形菌の子実体において、胞子以外（子嚢壁、柄、変形膜など）は基本的に非細胞性であり、細胞外物質でできている。ふつう子実体は高さ 0.5–4 mm 程度であるが、高さ数 cm になるものもいる（ムラサキホコリ属など）。屈曲子嚢体や着合子嚢体（下記）はしばしば大型であり、幅 10 cm 以上になるものもいる。一方、ハリホコリ属（ハリホコリ目）やニセハリホコリ属（ニセハリホコリ目）の中には、柄と数個の胞子のみからなる微小な子実体を形成する種も知られている。このような種は、以前は原生粘菌に分類されていた。
変形菌の子実体（子嚢体）は、以下の4型に類別される。
- 単子嚢体（sporangiocarp, sporocarp, sporocyst）（上図5b, c, 下図5e）
1個の胞子嚢（子嚢）からなる子実体。柄をもつもの（有柄）とこれを欠くもの（無柄）がある。変形菌の中で最も一般的な形であり、おそらく変形菌における祖先的状態である。複数の単子嚢体の柄が接着して共通の柄に複数の胞子嚢が付いているものもあり、このような構造は掌状子嚢体ともよばれる（下図5f）。
- 屈曲子嚢体（蟠曲子嚢体[11][26] plasmodiocarp）（下図5g）
網状の変形体の太い脈が、そのまま胞子嚢になった細長く網状の子実体。一部が分かれて単子嚢体になることもある。柄はない。ヘビヌカホコリ（ケホコリ目）、クネリカタホコリ、ハイイロフクロホコリ（モジホコリ目）、ツナホコリ属（所属不明）などに見られる。
- 着合子嚢体（著合子嚢体[26]、塊状子嚢体[11] aethalium, pl. aethalia）（上図5a, d, 下図5h)
変形体全体が分断せずにそのまま大きな塊状になった子実体。構成単位である胞子嚢が明瞭な場合から、全体が融合している場合まである。共通の皮層で覆われている。フンホコリ属（アミホコリ目）、ドロホコリ属（ドロホコリ目）、スミホコリ属（ムラサキホコリ目）、ススホコリ属（モジホコリ目）などに見られる。
- 偽着合子嚢体（擬着合子嚢体 pseudoaethalium, pl. pseudoaethalia）（下図5i）
着合子嚢体に似ているが、多数の単子嚢体が密着して出来ており、個々の胞子嚢が外観から識別可能である子実体。クダホコリ属（ドロホコリ目）、ハシラホコリ属（ケホコリ目）、カタクミホコリ属（ムラサキホコリ目）、ミナカタホコリ属（所属不明）などに見られる。

変形体から子実体が形成された際には、各子実体または複数の子実体の下に変形体の一部が残り、薄い膜状の構造となる。この構造は変形膜 (hypothallus, pl. hypothalli) とよばれる。変形膜はふつうフィルム状であるが、海綿質、石灰質であるものもいる。
子実体形成（特に柄形成）と変形膜との関係には、以下のような多様性がある。
- 変形膜下性（サブヒポタリック、subhypothallic development; myxogastroid）
変形体表面の粘液鞘が変形膜になり、盛り上がって胞子嚢（子嚢）になる部分の基部が細くなって柄となる。そのため変形膜と柄は連続している。柄の内部にさまざまな残留物が含まれている。
- 変形膜上性（エピヒポタリック、epihypothallic development; stemonitoid）
変形体下面が変形膜を形成し、その上の変形体が盛り上がり胞子嚢（子嚢）になるとともに柄を内生的に形成する。柄の内部には、残留物はない。これに類似するが、柄の内部に残留物が多いものは特に primary development とよばれる。

変形菌の子実体は、柄 (stalk, stipe, sporangiophore) をもつもの（有柄 stalked）と、これを欠くもの（無柄 sessile）がある。柄は中空または中実であり、中実の場合は胞子状細胞、残留物、繊維質、粒状物、石灰などを含む。
子実体において、胞子を含む構造は胞子嚢 (sporangium, pl. sporangia; sporotheca, pl. sporothecae; 子嚢 capitulum, pl. capitula) とよばれる。胞子嚢の形には、球形、楕円形、円柱状などがある。胞子嚢（子嚢）を構成する表皮構造は、子嚢壁（外皮; peridium, pl. peridia) とよばれる。子嚢壁は1層、2層、または3層からなり、膜質、軟骨質、石灰質、殻質など質感は多様である。ルリホコリ属（モジホコリ目）などの子嚢壁は薄い複数層からなり、干渉光によって金属光沢の構造色を示す（下図5j, 8e）。子嚢壁表面には結晶性（星形、ツノ形、鱗形、多角形など）または非結晶性の石灰（炭酸カルシウムなど）が沈着していることがある（特にモジホコリ目）（上図5e）。子実体形成過程で、石灰が融けて再結晶化することもある。このような石灰が白色以外に黄色や青色などに着色していることもあるが、これにはマンガンやバリウム、亜鉛などの無機イオンが関わっていることが示唆されている。また子嚢壁表面にシュウ酸カルシウムを含むものもいる。
胞子嚢の裂開様式も多様であり、不規則裂開、裂片状裂開、蓋状に裂開するものなどがある。子嚢壁は早落性である場合と、残存性の場合がある。残存性の場合、基部側の子嚢壁が残って杯状になるものが多い（杯状体とよばれる; 上図5k）。アミホコリ（アミホコリ目）やムラサキホコリ（ムラサキホコリ目）では、子嚢壁が肋状または網状に残ることがある（上図5l）。またマメホコリ属（ドロホコリ目）のように、頂端部のみが裂開し、子実体への刺激によってここから胞子が噴出する例もある。
胞子嚢（子嚢）内を上下に伸びている軸状の構造は軸柱（柱軸; columella, pl. columellae）とよばれる（上図5m, 下図6a）。軸柱の形としては竿形、円柱形、棍棒形、亜球形、半球形、楕円形などがある。柄がある場合、軸柱は柄から連続しているが、柄と同質の場合（ムラサキホコリ属など）と、全く異質の場合（カタホコリ属など）がある。また胞子嚢の中に存在し軸柱に類似するが、柄とはつながらない構造は擬軸柱（擬柱軸、偽柱軸; pseudocolumella, pl. pseudocolumellae）とよばれる。
変形菌の胞子嚢中には、胞子と共にふつう糸状の構造を含んでおり、この構造は細毛体 (capillitium, pl. capillitia) とよばれる（上図5n, 下図6）。細毛体はふつう分枝した糸状構造であり、網状になるものもある。一端または両端が子嚢壁や軸柱に付着しているものや、両端が遊離しているものがある。細毛体の表面は、平滑なものから、とげ状、環状、らせん状、網状などの構造で装飾されたものがある（下図6b, c）。また細毛体は、中空のものと、中実のものがある。コホコリ目は細毛体を欠く。モジホコリ属（モジホコリ目）などでは、細毛体の所々で石灰が多量に蓄積し、石灰節を形成している。細毛体は、胞子どうしが密着しないようにするとともに、胞子が少しずつ散布されることに寄与する。子嚢壁が破れると細毛体の塊が膨らみ、胞子はその間から次第に風に飛ばされて飛散する（上図5n）。ケホコリ属（ケホコリ目）の細毛体は顕著な乾湿運動（湿度変化による形態変化）によって胞子散布を補助しており、特に弾糸 (elaster) とよばれることもある。
また着合子嚢体や偽着合子嚢体では、子嚢壁や柄などに由来する細毛体に似た構造（糸状構造、または柱状、膜状、板状の構造）が存在することがあり、偽細毛体（擬細毛体 pseudocapillitium, pl. pseudocapillitia）とよばれる。ススホコリ属（モジホコリ目）では、細毛体と偽細毛体が混在する。
胞子嚢（子嚢）中では、減数分裂または体細胞分裂によって胞子 (spore) が形成される。子実体1個あたりの胞子数は多様であり、2個のものから1000億個に達するものまである。個々の胞子はふつう分離しているが、複数の胞子が接着して着合胞子となっていることもある。胞子は直径 4–20 µm ほど（多くは 8–12 µm）、ふつう球形であるが、楕円形や卵形、多角形、腎臓形、ソーセージ形のものもある。厚い胞子壁で囲まれ、表面は平滑のものもあるが、ふつうトゲやイボ、網目状の突起で装飾されている。胞子壁の主成分としてガラクトサミンが報告されている。胞子壁は黄色、紅色、褐色、青緑色、紫褐色、黒色など多様であるが、明色のもの（上図6b–d）とメラニンを含み暗色であるもの（上図6e）に大きく分けられる。分子系統学的研究から、この違いは変形菌を構成する2つの大きな系統群にほぼ対応することが示されている（下記参照）。また胞子の塊としての色は白色、黄色、紅色、紫色、褐色、灰色、黒色など多様であり、顕微鏡下での胞子壁の色とは必ずしも一致しない。胞子は複数の核を含むことがあるが、成熟した状態では単核である。胞子は貯蔵物質として脂質顆粒とグリコーゲンを含む。

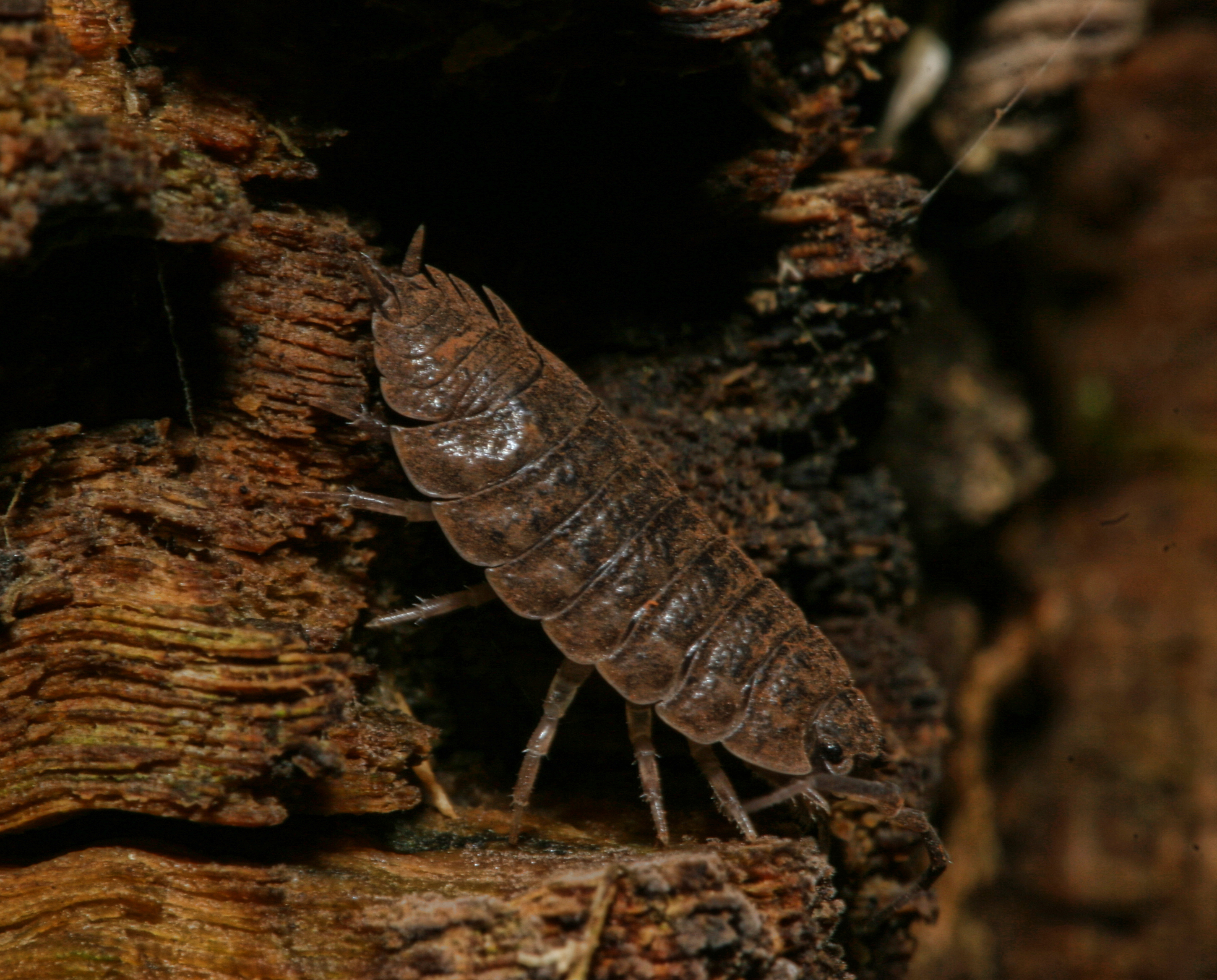
7. 変形菌の胞子をつけたワラジムシ類

胞子はふつう風、ときに水（雨）や動物によって散布される（図7）。雨によって散布される胞子の胞子壁は、疎水性の網目状突起をもつ。胞子はふつう数年間休眠することが可能であるが、75年前の変形菌標本の胞子が発芽した記録もある。

## 生態

### 生育環境

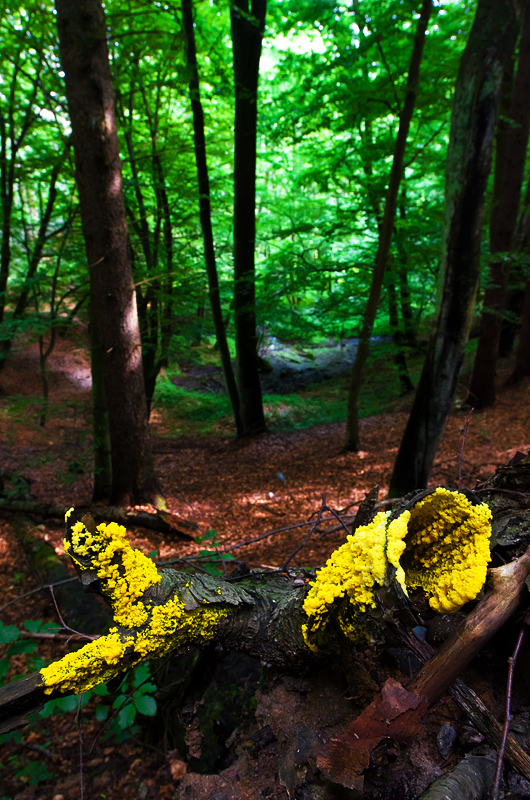
8a. 林内のススホコリ属（モジホコリ目）の変形体

変形菌は熱帯から寒帯域まで世界中に分布しており、おもに子実体の観察に基づいた分布情報が充実している。このことは、そのような情報がほとんどない他の多くの原生生物とはかなり異なっている。ただし変形菌の実際の栄養体であるアメーバ細胞や鞭毛細胞の分布は、子実体から推定される分布よりもかなり広いものと考えられている（下記のように子実体形成能を欠いているものもあると考えられている）。広い分布域をもつ温帯性の種や熱帯性の種が知られており、ヨーロッパの温室で熱帯性の種が子実体を形成することもある。一方で、非常に限られた分布を示す種もいる。ただし広域分布種とされる例の多くは、実際には地域ごとに遺伝的に分かれていることが示されている。
変形菌は基本的に陸上環境に生育しており、特に森林で多く見られるが（図8a）、草原、耕作地、さらには砂漠に生育するものもいる。変形菌の分布を決める主な要因は温度と湿度である。またpHにも影響され、例えばエダホコリ属（ムラサキホコリ目）の一部の種は酸性の樹皮にのみ見つかる。一般的に、陸上植物の多様性・生物量が大きい場所ほど、変形菌の多様性も大きい傾向がある。都市緑地でも子実体が発生することがあり、環境指標への利用の可能性も指摘されている。
例外的に、変形体・子実体形成を行わない単細胞性鞭毛アメーバである "Hyperamoeba" は（上記参照）、淡水や海からも見つかり、またウニの体腔内からも報告されている。"Hyperamoeba" に限らず、変形菌は、水中では子実体形成を行わない。
変形菌の子実体は、倒木や落葉、土壌などふつう種によってほぼ決まった基質上に出現する。倒木など枯死した樹木に子実体を形成する変形菌は死木変形菌 (lignicolous myxomycetes) とよばれ、比較的大型の種が多く、最もよく知られている（下図8b–d）。マメホコリ属（ドロホコリ目）、ウツボホコリ属、ケホコリ属（ケホコリ目）、ムラサキホコリ属（ムラサキホコリ目）の多くの種は、死木変形菌である。枯死木であれば特に明瞭な特異性を示さないこともあるが、針葉樹または広葉樹を特に好む種、材よりも樹皮を好む種、さらに特定の分解程度の腐朽木を好む種などもいる。例えばアミホコリ属（アミホコリ目）の子実体の多くは針葉樹の腐木にみられ、スミホコリ属（ムラサキホコリ目）の子実体はふつう針葉樹の切り株の樹皮に形成する。樹木から落下した落葉や枝に子実体を形成する変形菌はリター変形菌（落葉変形菌 foliicolous myxomycetes）とよばれ、針葉樹の落葉よりも広葉樹の落葉に多い（下図8e, f）。シシガシラホコリ（モジホコリ目）は常緑広葉樹の落葉を好み、またシラタマウツボホコリ（ケホコリ目）は特にクリの落葉やいがを好む。落下また植物体に付いた状態で枯れた花に変形菌の子実体が生じることもあり、エナガウツボホコリ（ケホコリ目）やタマゴホソホコリ（ムラサキホコリ目）の子実体は、クリなどブナ科の落下した雄花序に発生する。生木の樹皮に子実体を形成する変形菌も多く知られており、生木変形菌 (corticolous myxomycetes) とよばれる。生木変形菌としてはキヘビコホコリ（コホコリ目）、ハリホコリ（ハリホコリ目）、キノウエホネホコリ（モジホコリ目）、ミナカタホコリ（所属不明）などがあり、樹種によってやや異なる種の子実体が発生する。枯れた草本（立ち枯れ、刈り取り、敷きわらなどを含む）、ときに生きた草本上に変形菌の子実体が形成されることがある（下図8g–i）。リター変形菌と共通する種もあるが、特異的な種もおり、イモムシヒモホコリ（ケホコリ目）、ナバホネホコリ、ハイイロフクロホコリ（図10a）（モジホコリ目）などが見られる。またコケ植物群落上に変形菌の子実体が発生していることもあり、このような変形菌はコケ変形菌 (bryophilous myxomycetes) ともよばれるが（図5d, 8j）、実際に強い相関があると考えられている例は少ない。特殊なものとして、砂漠などで腐植した多肉植物に子実体を形成する変形菌（多肉植物変形菌 succulenticolous myxomycetes）が知られている。このような変形菌は酵母を捕食し、胞子はハエによって散布される。また植食動物の糞に子実体を形成する変形菌（糞変形菌 coprophilous myxomycetes）もおり、多くは偶発的であるが、少数の種は特異的な関係があると考えられている。このような変形菌は厚い細胞壁をもつ胞子を形成し、動物の消化に耐えるためであると考えられている。
ただし野外で変形菌の存在を肉眼で確認できるのは子実体またはその直前の変形体の状態であり、本来の生育場所（アメーバ細胞や変形体が生育している場所）とは離れていることもある。変形体は基本的に負の走光性を示し、倒木中や腐植層などに生育しているが、光や飢餓などが刺激となって子実体形成期になると、明るい場所や乾燥した場所、高い場所（胞子散布に適した場所）へ移動し、そこで子実体形成・胞子散布を行う。そのため、人工物の表面で子実体を形成することもある（上図8k）。
温帯域では、変形菌の子実体はおおよそ決まった季節に出現する。日本では、春に発生するものもあるが、多くは梅雨の中休みや梅雨明けから見られるようになり、夏期に最も種数が多い。ただし特に山地帯では、メイランアミホコリ（アミホコリ目）、オオクダホコリ（ドロホコリ目）、エツキケホコリ、ヌカホコリ（ケホコリ目）、ルリホコリ、メダマホコリ（モジホコリ目）など秋に発生する種も多い。また1年の中で、早春と秋、初夏と秋のように2回子実体が発生する種もいる。冬期には、変形菌は変形体や菌核として倒木の中や落葉層下で過ごしている。特殊なものとして、1年のうち数ヶ月雪に覆われる地域において、春から夏の融雪時にその下の植物遺体や生植物上から変形菌の子実体が生じることがある。このような変形菌は好雪性変形菌（好雪性粘菌, nivicolous myxomycetes, cryophilous myxomycetes）とよばれ、ヤマケホコリ（ケホコリ目）、クロミルリホコリ、アイルリホコリ（クロミルリホコリ目）、カレスチアルリホコリ、ザウタールリホコリ、ハイカタホコリ、ハイキララホコリ、ツブキララホコリ（モジホコリ目）などがある。

### 生態的機能
変形菌の栄養体（通常時の体）は単核のアメーバ細胞・鞭毛細胞、または多核体である変形体である。アメーバ細胞・鞭毛細胞は細菌を捕食または可溶性有機物を吸収するが、さらに変形体は酵母や菌糸、胞子、他の原生生物、生きていない有機物片なども食作用によって取り込み、細胞内消化する。また少なくとも一部の変形菌は、消化酵素を分泌してキノコなどを細胞外消化し、可溶性有機物を吸収することができる。
培養に基づく調査からは、土壌中の原生動物群集において変形菌が大きな割合を占めていることが示唆されており、いくつかの畑の土壌では全アメーバの50%以上を変形菌が占めていると報告されている。またメタトランスクリプトーム解析（環境中のRNAに基づく解析）からも、ドイツの土壌において、原生動物の中で変形菌が最も多いことが示唆されている。
このようにおそらく土壌中での変形菌の生物量は大きく、微生物捕食を通じて、微生物群集のサイズや種組成に大きく影響していると考えられている。さらに変形菌は微生物を捕食・分解することにより、おそらく物質循環にも重要な役割を演じる。例えばアメーバ類は細菌を捕食して土壌中にアンモニアを放出し、植物の成長に寄与することが示唆されている。

### 他生物との関係
上記のように、変形菌は微生物（細菌、菌類、他の原生生物）の捕食者であるが、変形菌を食物とする生物も存在する。変形菌の子実体には、カタツムリやダニ、トビムシ、双翅目（幼虫）、甲虫などの動物が集まっていることがある。特に甲虫が多く知られており、変形菌食性の種が含まれる科としてタマキノコムシ科、デオキノコムシ科、タマキノコムシモドキ科、マルハナノミダマシ科、テントウムシダマシ科、ヒメマキムシ科、ツツキノコムシ科、ヒメキノコムシ科がある。変形菌の属によって、集まる甲虫の種構成が異なることが報告されている。このような甲虫の中で、ヒメキノコムシ科（図9a）が最も普遍的であり、変形菌子実体でのみ見つかり、幼虫も成虫も変形菌子実体を食物としている。ヒメキノコムシ科の成虫はしばしば変形菌の胞子を多数付着させており、また大顎に胞子の運搬に関わると考えられている窪みが存在する。この甲虫は、おそらく変形菌の胞子散布に寄与していると考えられている。一方でセスジムシ科やベニボタル科の甲虫は、変形菌の変形体捕食者であると考えられている。
変形菌の子実体上には菌類が寄生していることがあり、Nectriopsis やByssostilbe、Melanospora（子嚢菌門フンタマカビ綱）、Acrodontium（子嚢菌門クロイボタケ綱）などが報告されている（図9b）。

## 人間との関わり
変形菌は、人間との直接的な関わりをほとんどもたない。ただし、下記のようないくつかの接点がある。

### 農業被害など

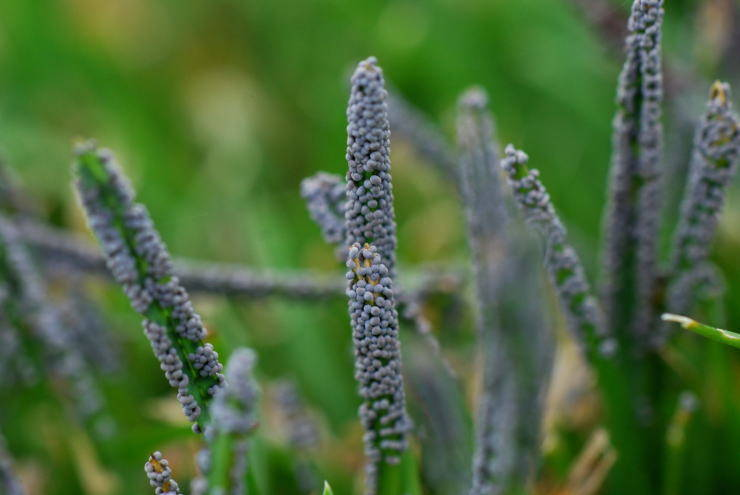
10a. 芝を覆ったハイイロフクロホコリの子実体

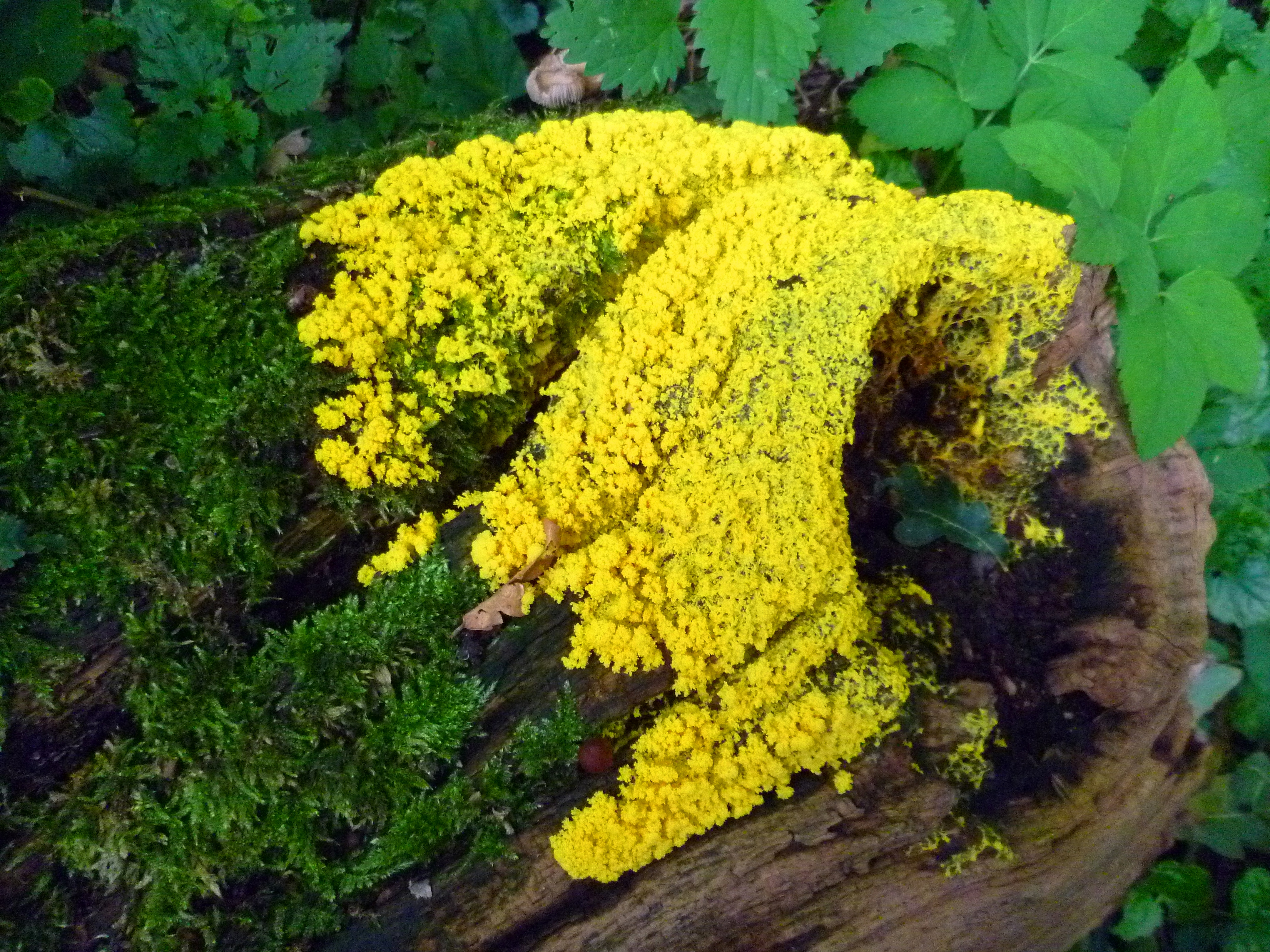
10b. ススホコリの変形体

変形菌は微生物の捕食者であり、直接には動物や植物の病原体となる事はない。しかし、敷わらを施したりビニールハウスなどで湿度が高くなると、ときに変形菌が発生し、作物の幼い苗に這い上がってこれを窒息死させたり、イチゴやメロン、モロヘイヤ、レザーファーン（鑑賞用シダ）を汚損して害を与えることがある。またハイイロフクロホコリ（Physarum cinereum）が芝生に発生して美観を害し、管理者に嫌われることがある（図10a）。
ブドウフウセンホコリ（キノコナカセホコリ、Badhamia utricularis）やイタモジホコリ（Physarum rigidum）、マンジュウドロホコリ（Enteridium lycoperdon）などの変形体は、ナメコやマイタケなどの栽培キノコを食害（細胞外消化）することがある。
1973年、米国のダラスでは湿度が高かったため、芝生や電柱にススホコリ（モジホコリ目）の黄色い変形体（図10b）が多数発生し、エイリアンの襲撃と思われて大騒ぎとなったことがある。また近年、趣味としてのクワガタムシの飼育が広く行われているが、粉砕したシイタケ廃ほだ木（朽ち木マット）で満たしたプラスチック性飼育容器の中に、変形菌の変形体が突然出現し、飼育者を驚かせることがある。

### 食用
基本的に、変形菌は食用とされることはない。しかしメキシコのベラクルス州では、先住民がススホコリの変形体やマンジュウドロホコリの若い子実体を「月の糞」(caca de luna) と呼び、揚げて食用とすることがある。
中国では、土中からまれに「太歳」とよばれる肉質の塊が見つかることがある。「肉霊芝」ともよばれ、始皇帝の時代より不老不死の妙薬として記されている。2008年、中国陝西省で見つかった「太歳」は、当初は白く球状の塊であったものが2日後には茶色く扁平になったとされる（重さ17キログラム）。このような「太歳」は変形菌であるとされることもあるが、変形菌の変形体や子実体の特徴とは合致しない点もある。

### 生物学の材料として
変形菌は、生活環の中で巨大多核細胞である変形体を含むさまざまな状態に変化するため、細胞サイクルや分化、原形質流動、細胞骨格、運動、有性生殖などさまざまな研究の材料として用いられている。特にモジホコリ (Physarum polycephalum) やゴマシオカタホコリ (Didymium iridis) は容易に培養できるため培養法が確立されており、モデル生物として利用されている（図11a）。
ただし、20世紀後半以降、細胞集合や細胞分化、細胞間シグナルなどの研究に利用できること、また分子生物学的手法をより適用しやすいことなどから、細胞性粘菌のタマホコリカビ類（特にキイロタマホコリカビ）がモデル生物としてより多く使われている。そのため、変形菌（真正粘菌）と細胞性粘菌が混同されることがあり、注意が必要である。

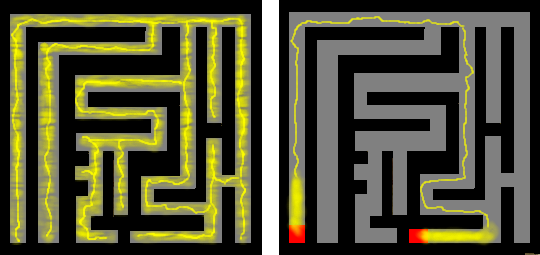
11b. モジホコリの変形体は、最初に全ての経路に張巡らされているが (左)、最終的に餌 (赤) を結ぶ最短距離が残る (右)。

モジホコリの変形体を用いた研究では、迷路や路線図の最短経路を形成する実験が行われ（図11b）、中垣俊之らが2008年、2010年にイグノーベル賞を受賞している（→「粘菌コンピュータ」を参照）。このような変形体の反応は、さまざまな計算幾何学や最適化問題に向いており、最小全域木、巡回セールスマン問題、最適平面グラフなどに有効である。またモジホコリの変形体を回路としたロボットも開発されている。

### 博物学の対象として

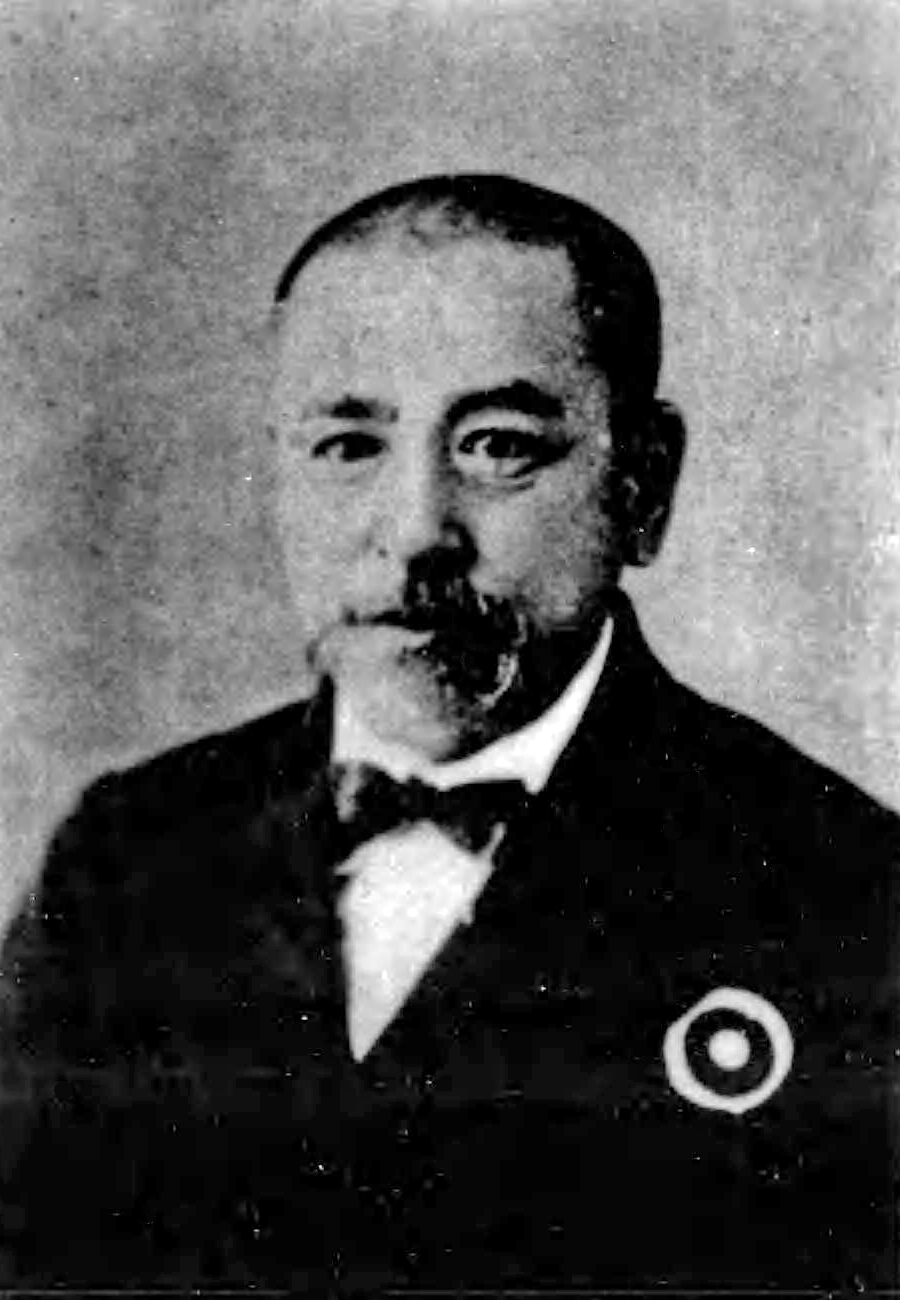
12. 御進講の際の南方熊楠 (1929年)

南方熊楠（1867–1941; 図12）が変形菌に深く興味を抱いて研究したことは、広く知られている。論文の形では発表されなかったものが多いが、南方の業績として日本産の変形菌を精査して196種を目録として報告したこと、生木の樹皮にのみ生育する変形菌の存在に世界に先駆けて注目したこと、いくつかの新種を発見したこと（ただし多くの場合彼の名は記載者に含まれていない）などがある。南方が自宅（和歌山県）で採集した標本に基づいてグリエルマ・リスターによって新属新種として記載されたミナカタホコリ (Minakatella longifila) は生木樹皮に生育する変形菌であり、その学名は南方に献名されている。また昭和天皇も、一時変形菌に関心を待ち研究を手掛けていた。南方は昭和天皇に御進講し、標本を献上したことが知られている。昭和天皇の那須御用邸付近を中心とする採集標本からも数多くの新種が記載されており、服部広太郎の『那須産変形菌類図説』に結実している。
変形菌の子実体は微小であるが肉眼で見つけられるほどの大きさをもち、美しく奇妙な形をしたものもあり、種数も多いため多くの人の興味を引き、愛好家やアマチュア研究者もいる。日本では1977年に国立科学博物館の萩原博光らによって日本変形菌研究会が組織され、プロの研究者とアマチュア研究者、愛好家との交流や研究発表の場として機能している。また、一般向けの変形菌の書籍も比較的多く出版されている。

## 系統と分類

### 上位分類
生物学において、変形菌の最初の記録は1654年にさかのぼる（おそらくマメホコリ; Panckow 1654）。また変形菌に分類される生物の学名については、リンネ (1753) の『植物の種』が出発点になる。このような変形菌は、当初は菌類（キノコ）、特に腹菌類（子実体内に胞子を形成する担子菌類）として扱われていた。やがて変形菌における変形体と子実体の関係が明らかになり、またアントン・ド・バリー (1859) によって変形菌の生活環が解明されると、変形菌が他の菌類とはかなり異なる"動物的"な存在であることが知られるようになった。そのため、変形菌を原生動物または原生生物に分類することも多くなった。動物分類学で扱う場合、変形菌（および他の粘菌）の名称としてしばしば Mycetozoa（動菌、菌虫；"菌類的な動物"の意）が用いられた。また変形菌類の種の和名の語尾は「〜ホコリカビ」とされていたが、一般的な菌類との異質性が広く受け入れられるようになると共に、「〜ホコリ」とされるようになった。
ただし変形菌の分類はおもに子実体の特徴に基づいていたこと、およびその研究にはおもに菌類学の手法を用いていたため、長らく菌類学の分野で扱われていた。例えば20世紀後半には、変形菌は菌界の広義の変形菌門（粘菌）の1綱（変形菌綱）として扱われることが多かった。この広義の変形菌門（粘菌）には、狭義の変形菌（真正粘菌）とともに、細胞性粘菌や原生粘菌、ラビリンチュラ類、ネコブカビ類が分類されていた。しかし上記のように、変形菌を含む広義の変形菌門（粘菌）と狭義の菌類の間の類縁性が積極的に支持されていたわけではない。また広義の変形菌門（粘菌）に分類されていた生物の間にも大きな異質性があることから、その類縁性も疑問視されていた。
また Olive & Stoianovitch (1975) は、変形菌は糸状仮足をもつアメーバ細胞を形成する点で原生粘菌および細胞性粘菌の一部（タマホコリカビ類）に類似していることを指摘し、これらを1つの分類群（真正動菌綱 Eumycetozoa）にまとめることを提唱した。真正動菌綱は原生生物界に分類され、変形菌、原生粘菌、タマホコリカビ類は、それぞれ真正動菌綱の亜綱として扱われていた。
やがて20世紀末からの分子系統学的研究によって、菌類と広義の変形菌門 (粘菌) が全く縁遠い生物であること、また粘菌が異質な生物群をまとめた多系統群であることが確認された。初期の分子系統学的研究では、変形菌が真核生物における初期分岐群の1つであることが示唆されていたが、2020年現在では、この結果は進化速度の不均等などによる人為的な結果であると考えられている。2020年現在では、変形菌は真核生物の大系統群の1つであるアメーボゾアに属すること、原生粘菌の一部（ツノホコリ類）やタマホコリカビ類とともに単系統群を形成することが明らかとなっている（図13）。変形菌、ツノホコリ類、タマホコリカビ類からなる系統群は、動菌類（菌虫類 Mycetozoa）、真正動菌類（Eumycetozoa）、または Macromycetozoa とよばれ、アメーボゾアの中ではアーケアメーバ綱（赤痢アメーバなどミトコンドリアを欠くグループ）やヴァリオセア綱（原生粘菌の一部を含む）に近縁であると考えられている。

### 下位分類

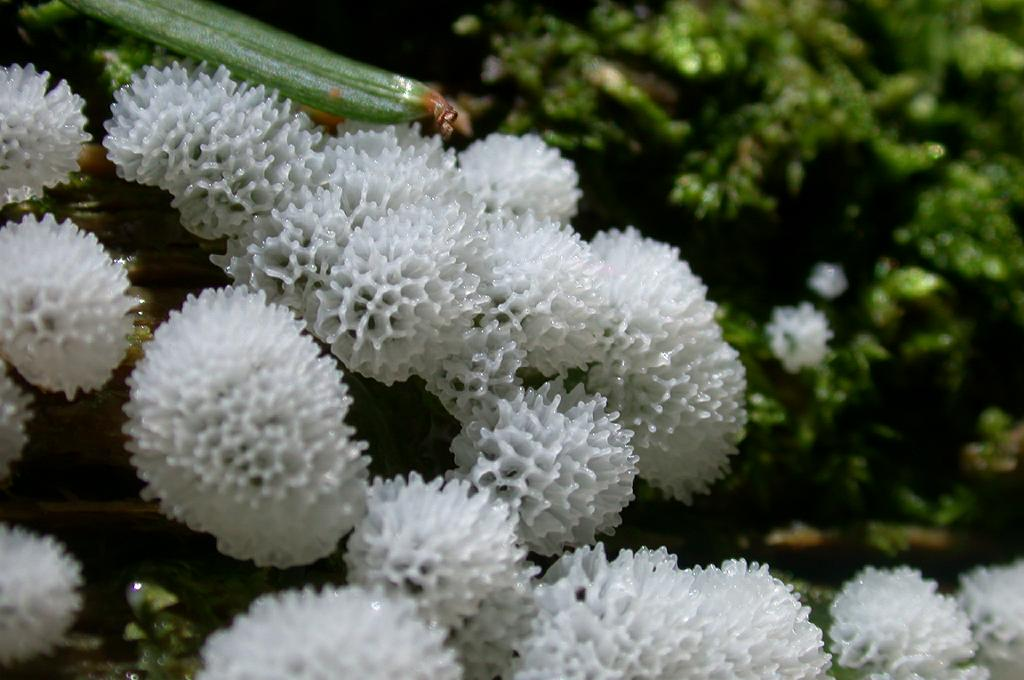
14. タマツノホコリ (ツノホコリ綱)

ツノホコリ属（Ceratiomyxa; 図14）は、大型の変形体から大型の子実体を形成するため、古くから変形菌に分類されていた。しかしツノホコリ属は胞子が子実体表面に外生する点で他の変形菌とは大きく異なっている (他の変形菌では、胞子は胞子嚢の中に内生する)。そのため、ふつう外生胞子亜綱（Exosporeae）やツノホコリ亜綱（Ceratiomyxomycetidae）として他の変形菌とは分けられていた。またツノホコリ属の胞子は子実体上の柄の先に1個ずつ形成されるが、この単位は柄と1〜数個の胞子のみからなる原生粘菌の子実体に類似している。そのため、ツノホコリ属は、変形菌ではなく原生粘菌に分類されることも多くなった。その後、分子系統学的研究から、ツノホコリ属は一部の原生粘菌（Clastostelium, Protosporangium）に近縁であることが確認され、ツノホコリ綱として変形菌とは分けることが提唱されている。ただし、ツノホコリ綱は変形菌と遠縁というわけではなく、両者は姉妹群であることが示唆されている（上図13）。（→詳細は「ツノホコリ類」を参照）
変形菌は、胞子の明暗や細毛体、石灰質の有無、子実体の発達様式などに基づいていくつかの目（例: コホコリ目、ケホコリ目、ハリホコリ目、モジホコリ目、ムラサキホコリ目）に分けられていた。また、特に子実体の形成過程を重視してムラサキホコリ目を別の亜綱（ムラサキホコリ亜綱 Stemonitomycetidae）に分けることもあった。
やがて21世紀になると、分子系統学的研究によって変形菌綱内の分類の検討が行われるようになった（下図15）。その結果、変形菌はおおよそ胞子の色（明色か暗色か）で区別できる2つの系統群で構成されているとする仮説が支持されている。これまでの目レベルの分類は大まかには支持されたが、いくつかの目は非単系統群であることが示された。そのため、2019年にはいくつかの目の範囲を変更、いくつかの新たな目（ドロホコリ目、クビナガホコリ目、クロミルリホコリ目など）が提唱されている（下表1）。ただし2020年現在、いまだ目・科の分類は暫定的であり、また属レベルでも非単系統性が示されているものが多く（アミホコリ属、ケホコリ属、ヌカホコリ属、ルリホコリ属、モジホコリ属など）、さらなる再編成が必要である。
2020年現在、変形菌にはおよそ900種ほどが知られている。変形菌における種は、ほとんど子実体の特徴に基づいて分類されている。子実体は、おもに野外で直接検出されるが（およそ60%の種）、近年では野外サンプルの湿室培養によって子実体を得ることが一般的になり、およそ40%の種は基本的に培養でのみ確認されている。ただし環境DNAの研究からは、実体が不明の（子実体が報告されていない）変形菌が多く存在することが示唆されている。さらに、これまで同一の種とされていた中には、ときに大きな遺伝的差異が存在し、また生殖的に隔離されている集団や異なる生殖様式（有性生殖と無配生植など）をとる集団が混在している例があり、変形菌の種分類に関してはさらなる検討が必要と考えられている。
以下に、2020年現在の変形菌の系統仮説および分類体系の一例を示す。
| コホコリ目 | コホコリ科                                                  |
|            | コホコリ科                                                  |
| ケホコリ目 | \| \| イトホコリ科 \| \| \| \| \| \| ケホコリ科 \| \| \| \| |
|            | \| \| イトホコリ科 \| \| \| \| \| \| ケホコリ科 \| \| \| \| |
|            | イトホコリ科                                                |
|            |                                                             |
|            | ケホコリ科                                                  |
|            |                                                             |

|  | イトホコリ科 |
|  |              |
|  | ケホコリ科   |
|  |              |

| コホコリ目 | コホコリ科                                                  |
|            | コホコリ科                                                  |
| ケホコリ目 | \| \| イトホコリ科 \| \| \| \| \| \| ケホコリ科 \| \| \| \| |
|            | \| \| イトホコリ科 \| \| \| \| \| \| ケホコリ科 \| \| \| \| |
|            | イトホコリ科                                                |
|            |                                                             |
|            | ケホコリ科                                                  |
|            |                                                             |

|  | イトホコリ科 |
|  |              |
|  | ケホコリ科   |
|  |              |

| コホコリ目 | コホコリ科                                                  |
|            | コホコリ科                                                  |
| ケホコリ目 | \| \| イトホコリ科 \| \| \| \| \| \| ケホコリ科 \| \| \| \| |
|            | \| \| イトホコリ科 \| \| \| \| \| \| ケホコリ科 \| \| \| \| |
|            | イトホコリ科                                                |
|            |                                                             |
|            | ケホコリ科                                                  |
|            |                                                             |

|  | イトホコリ科 |
|  |              |
|  | ケホコリ科   |
|  |              |

| コホコリ目 | コホコリ科                                                  |
|            | コホコリ科                                                  |
| ケホコリ目 | \| \| イトホコリ科 \| \| \| \| \| \| ケホコリ科 \| \| \| \| |
|            | \| \| イトホコリ科 \| \| \| \| \| \| ケホコリ科 \| \| \| \| |
|            | イトホコリ科                                                |
|            |                                                             |
|            | ケホコリ科                                                  |
|            |                                                             |

|  | イトホコリ科 |
|  |              |
|  | ケホコリ科   |
|  |              |

|  | ムラサキホコリ科 |
|  |                  |
|  | スミホコリ科     |
|  |                  |

|  | ルリホコリ科                                                  |
|  |                                                               |
|  | \| \| カタホコリ科 \| \| \| \| \| \| モジホコリ科 \| \| \| \| |
|  |                                                               |
|  | カタホコリ科                                                  |
|  |                                                               |
|  | モジホコリ科                                                  |
|  |                                                               |

|  | カタホコリ科 |
|  |              |
|  | モジホコリ科 |
|  |              |

|  | ムラサキホコリ科 |
|  |                  |
|  | スミホコリ科     |
|  |                  |

|  | ルリホコリ科                                                  |
|  |                                                               |
|  | \| \| カタホコリ科 \| \| \| \| \| \| モジホコリ科 \| \| \| \| |
|  |                                                               |
|  | カタホコリ科                                                  |
|  |                                                               |
|  | モジホコリ科                                                  |
|  |                                                               |

|  | カタホコリ科 |
|  |              |
|  | モジホコリ科 |
|  |              |

|  | ムラサキホコリ科 |
|  |                  |
|  | スミホコリ科     |
|  |                  |

|  | ルリホコリ科                                                  |
|  |                                                               |
|  | \| \| カタホコリ科 \| \| \| \| \| \| モジホコリ科 \| \| \| \| |
|  |                                                               |
|  | カタホコリ科                                                  |
|  |                                                               |
|  | モジホコリ科                                                  |
|  |                                                               |

|  | カタホコリ科 |
|  |              |
|  | モジホコリ科 |
|  |              |

|  | ムラサキホコリ科 |
|  |                  |
|  | スミホコリ科     |
|  |                  |

|  | ルリホコリ科                                                  |
|  |                                                               |
|  | \| \| カタホコリ科 \| \| \| \| \| \| モジホコリ科 \| \| \| \| |
|  |                                                               |
|  | カタホコリ科                                                  |
|  |                                                               |
|  | モジホコリ科                                                  |
|  |                                                               |

|  | カタホコリ科 |
|  |              |
|  | モジホコリ科 |
|  |              |

|  | ムラサキホコリ科 |
|  |                  |
|  | スミホコリ科     |
|  |                  |

|  | ルリホコリ科                                                  |
|  |                                                               |
|  | \| \| カタホコリ科 \| \| \| \| \| \| モジホコリ科 \| \| \| \| |
|  |                                                               |
|  | カタホコリ科                                                  |
|  |                                                               |
|  | モジホコリ科                                                  |
|  |                                                               |

|  | カタホコリ科 |
|  |              |
|  | モジホコリ科 |
|  |              |

|  | ムラサキホコリ科 |
|  |                  |
|  | スミホコリ科     |
|  |                  |

|  | ルリホコリ科                                                  |
|  |                                                               |
|  | \| \| カタホコリ科 \| \| \| \| \| \| モジホコリ科 \| \| \| \| |
|  |                                                               |
|  | カタホコリ科                                                  |
|  |                                                               |
|  | モジホコリ科                                                  |
|  |                                                               |

|  | カタホコリ科 |
|  |              |
|  | モジホコリ科 |
|  |              |

|  | ムラサキホコリ科 |
|  |                  |
|  | スミホコリ科     |
|  |                  |

|  | ルリホコリ科                                                  |
|  |                                                               |
|  | \| \| カタホコリ科 \| \| \| \| \| \| モジホコリ科 \| \| \| \| |
|  |                                                               |
|  | カタホコリ科                                                  |
|  |                                                               |
|  | モジホコリ科                                                  |
|  |                                                               |

|  | カタホコリ科 |
|  |              |
|  | モジホコリ科 |
|  |              |

|  | ムラサキホコリ科 |
|  |                  |
|  | スミホコリ科     |
|  |                  |

|  | ルリホコリ科                                                  |
|  |                                                               |
|  | \| \| カタホコリ科 \| \| \| \| \| \| モジホコリ科 \| \| \| \| |
|  |                                                               |
|  | カタホコリ科                                                  |
|  |                                                               |
|  | モジホコリ科                                                  |
|  |                                                               |

|  | カタホコリ科 |
|  |              |
|  | モジホコリ科 |
|  |              |

|  | ムラサキホコリ科 |
|  |                  |
|  | スミホコリ科     |
|  |                  |

|  | ルリホコリ科                                                  |
|  |                                                               |
|  | \| \| カタホコリ科 \| \| \| \| \| \| モジホコリ科 \| \| \| \| |
|  |                                                               |
|  | カタホコリ科                                                  |
|  |                                                               |
|  | モジホコリ科                                                  |
|  |                                                               |

|  | カタホコリ科 |
|  |              |
|  | モジホコリ科 |
|  |              |

|  | ムラサキホコリ科 |
|  |                  |
|  | スミホコリ科     |
|  |                  |

|  | ルリホコリ科                                                  |
|  |                                                               |
|  | \| \| カタホコリ科 \| \| \| \| \| \| モジホコリ科 \| \| \| \| |
|  |                                                               |
|  | カタホコリ科                                                  |
|  |                                                               |
|  | モジホコリ科                                                  |
|  |                                                               |

|  | カタホコリ科 |
|  |              |
|  | モジホコリ科 |
|  |              |

|  | ムラサキホコリ科 |
|  |                  |
|  | スミホコリ科     |
|  |                  |

|  | ルリホコリ科                                                  |
|  |                                                               |
|  | \| \| カタホコリ科 \| \| \| \| \| \| モジホコリ科 \| \| \| \| |
|  |                                                               |
|  | カタホコリ科                                                  |
|  |                                                               |
|  | モジホコリ科                                                  |
|  |                                                               |

|  | カタホコリ科 |
|  |              |
|  | モジホコリ科 |
|  |              |

|  | ムラサキホコリ科 |
|  |                  |
|  | スミホコリ科     |
|  |                  |

|  | ルリホコリ科                                                  |
|  |                                                               |
|  | \| \| カタホコリ科 \| \| \| \| \| \| モジホコリ科 \| \| \| \| |
|  |                                                               |
|  | カタホコリ科                                                  |
|  |                                                               |
|  | モジホコリ科                                                  |
|  |                                                               |

|  | カタホコリ科 |
|  |              |
|  | モジホコリ科 |
|  |              |

|  | ムラサキホコリ科 |
|  |                  |
|  | スミホコリ科     |
|  |                  |

|  | ルリホコリ科                                                  |
|  |                                                               |
|  | \| \| カタホコリ科 \| \| \| \| \| \| モジホコリ科 \| \| \| \| |
|  |                                                               |
|  | カタホコリ科                                                  |
|  |                                                               |
|  | モジホコリ科                                                  |
|  |                                                               |

|  | カタホコリ科 |
|  |              |
|  | モジホコリ科 |
|  |              |

|  | ムラサキホコリ科 |
|  |                  |
|  | スミホコリ科     |
|  |                  |

|  | ルリホコリ科                                                  |
|  |                                                               |
|  | \| \| カタホコリ科 \| \| \| \| \| \| モジホコリ科 \| \| \| \| |
|  |                                                               |
|  | カタホコリ科                                                  |
|  |                                                               |
|  | モジホコリ科                                                  |
|  |                                                               |

|  | カタホコリ科 |
|  |              |
|  | モジホコリ科 |
|  |              |

|  | ムラサキホコリ科 |
|  |                  |
|  | スミホコリ科     |
|  |                  |

|  | ルリホコリ科                                                  |
|  |                                                               |
|  | \| \| カタホコリ科 \| \| \| \| \| \| モジホコリ科 \| \| \| \| |
|  |                                                               |
|  | カタホコリ科                                                  |
|  |                                                               |
|  | モジホコリ科                                                  |
|  |                                                               |

|  | カタホコリ科 |
|  |              |
|  | モジホコリ科 |
|  |              |

|  | ムラサキホコリ科 |
|  |                  |
|  | スミホコリ科     |
|  |                  |

|  | ルリホコリ科                                                  |
|  |                                                               |
|  | \| \| カタホコリ科 \| \| \| \| \| \| モジホコリ科 \| \| \| \| |
|  |                                                               |
|  | カタホコリ科                                                  |
|  |                                                               |
|  | モジホコリ科                                                  |
|  |                                                               |

|  | カタホコリ科 |
|  |              |
|  | モジホコリ科 |
|  |              |

| コホコリ目 | コホコリ科                                                  |
|            | コホコリ科                                                  |
| ケホコリ目 | \| \| イトホコリ科 \| \| \| \| \| \| ケホコリ科 \| \| \| \| |
|            | \| \| イトホコリ科 \| \| \| \| \| \| ケホコリ科 \| \| \| \| |
|            | イトホコリ科                                                |
|            |                                                             |
|            | ケホコリ科                                                  |
|            |                                                             |

|  | イトホコリ科 |
|  |              |
|  | ケホコリ科   |
|  |              |

| コホコリ目 | コホコリ科                                                  |
|            | コホコリ科                                                  |
| ケホコリ目 | \| \| イトホコリ科 \| \| \| \| \| \| ケホコリ科 \| \| \| \| |
|            | \| \| イトホコリ科 \| \| \| \| \| \| ケホコリ科 \| \| \| \| |
|            | イトホコリ科                                                |
|            |                                                             |
|            | ケホコリ科                                                  |
|            |                                                             |

|  | イトホコリ科 |
|  |              |
|  | ケホコリ科   |
|  |              |

| コホコリ目 | コホコリ科                                                  |
|            | コホコリ科                                                  |
| ケホコリ目 | \| \| イトホコリ科 \| \| \| \| \| \| ケホコリ科 \| \| \| \| |
|            | \| \| イトホコリ科 \| \| \| \| \| \| ケホコリ科 \| \| \| \| |
|            | イトホコリ科                                                |
|            |                                                             |
|            | ケホコリ科                                                  |
|            |                                                             |

|  | イトホコリ科 |
|  |              |
|  | ケホコリ科   |
|  |              |

| コホコリ目 | コホコリ科                                                  |
|            | コホコリ科                                                  |
| ケホコリ目 | \| \| イトホコリ科 \| \| \| \| \| \| ケホコリ科 \| \| \| \| |
|            | \| \| イトホコリ科 \| \| \| \| \| \| ケホコリ科 \| \| \| \| |
|            | イトホコリ科                                                |
|            |                                                             |
|            | ケホコリ科                                                  |
|            |                                                             |

|  | イトホコリ科 |
|  |              |
|  | ケホコリ科   |
|  |              |

|  | ムラサキホコリ科 |
|  |                  |
|  | スミホコリ科     |
|  |                  |

|  | ルリホコリ科                                                  |
|  |                                                               |
|  | \| \| カタホコリ科 \| \| \| \| \| \| モジホコリ科 \| \| \| \| |
|  |                                                               |
|  | カタホコリ科                                                  |
|  |                                                               |
|  | モジホコリ科                                                  |
|  |                                                               |

|  | カタホコリ科 |
|  |              |
|  | モジホコリ科 |
|  |              |

|  | ムラサキホコリ科 |
|  |                  |
|  | スミホコリ科     |
|  |                  |

|  | ルリホコリ科                                                  |
|  |                                                               |
|  | \| \| カタホコリ科 \| \| \| \| \| \| モジホコリ科 \| \| \| \| |
|  |                                                               |
|  | カタホコリ科                                                  |
|  |                                                               |
|  | モジホコリ科                                                  |
|  |                                                               |

|  | カタホコリ科 |
|  |              |
|  | モジホコリ科 |
|  |              |

|  | ムラサキホコリ科 |
|  |                  |
|  | スミホコリ科     |
|  |                  |

|  | ルリホコリ科                                                  |
|  |                                                               |
|  | \| \| カタホコリ科 \| \| \| \| \| \| モジホコリ科 \| \| \| \| |
|  |                                                               |
|  | カタホコリ科                                                  |
|  |                                                               |
|  | モジホコリ科                                                  |
|  |                                                               |

|  | カタホコリ科 |
|  |              |
|  | モジホコリ科 |
|  |              |

|  | ムラサキホコリ科 |
|  |                  |
|  | スミホコリ科     |
|  |                  |

|  | ルリホコリ科                                                  |
|  |                                                               |
|  | \| \| カタホコリ科 \| \| \| \| \| \| モジホコリ科 \| \| \| \| |
|  |                                                               |
|  | カタホコリ科                                                  |
|  |                                                               |
|  | モジホコリ科                                                  |
|  |                                                               |

|  | カタホコリ科 |
|  |              |
|  | モジホコリ科 |
|  |              |

|  | ムラサキホコリ科 |
|  |                  |
|  | スミホコリ科     |
|  |                  |

|  | ルリホコリ科                                                  |
|  |                                                               |
|  | \| \| カタホコリ科 \| \| \| \| \| \| モジホコリ科 \| \| \| \| |
|  |                                                               |
|  | カタホコリ科                                                  |
|  |                                                               |
|  | モジホコリ科                                                  |
|  |                                                               |

|  | カタホコリ科 |
|  |              |
|  | モジホコリ科 |
|  |              |

|  | ムラサキホコリ科 |
|  |                  |
|  | スミホコリ科     |
|  |                  |

|  | ルリホコリ科                                                  |
|  |                                                               |
|  | \| \| カタホコリ科 \| \| \| \| \| \| モジホコリ科 \| \| \| \| |
|  |                                                               |
|  | カタホコリ科                                                  |
|  |                                                               |
|  | モジホコリ科                                                  |
|  |                                                               |

|  | カタホコリ科 |
|  |              |
|  | モジホコリ科 |
|  |              |

|  | ムラサキホコリ科 |
|  |                  |
|  | スミホコリ科     |
|  |                  |

|  | ルリホコリ科                                                  |
|  |                                                               |
|  | \| \| カタホコリ科 \| \| \| \| \| \| モジホコリ科 \| \| \| \| |
|  |                                                               |
|  | カタホコリ科                                                  |
|  |                                                               |
|  | モジホコリ科                                                  |
|  |                                                               |

|  | カタホコリ科 |
|  |              |
|  | モジホコリ科 |
|  |              |

|  | ムラサキホコリ科 |
|  |                  |
|  | スミホコリ科     |
|  |                  |

|  | ルリホコリ科                                                  |
|  |                                                               |
|  | \| \| カタホコリ科 \| \| \| \| \| \| モジホコリ科 \| \| \| \| |
|  |                                                               |
|  | カタホコリ科                                                  |
|  |                                                               |
|  | モジホコリ科                                                  |
|  |                                                               |

|  | カタホコリ科 |
|  |              |
|  | モジホコリ科 |
|  |              |

|  | ムラサキホコリ科 |
|  |                  |
|  | スミホコリ科     |
|  |                  |

|  | ルリホコリ科                                                  |
|  |                                                               |
|  | \| \| カタホコリ科 \| \| \| \| \| \| モジホコリ科 \| \| \| \| |
|  |                                                               |
|  | カタホコリ科                                                  |
|  |                                                               |
|  | モジホコリ科                                                  |
|  |                                                               |

|  | カタホコリ科 |
|  |              |
|  | モジホコリ科 |
|  |              |

|  | ムラサキホコリ科 |
|  |                  |
|  | スミホコリ科     |
|  |                  |

|  | ルリホコリ科                                                  |
|  |                                                               |
|  | \| \| カタホコリ科 \| \| \| \| \| \| モジホコリ科 \| \| \| \| |
|  |                                                               |
|  | カタホコリ科                                                  |
|  |                                                               |
|  | モジホコリ科                                                  |
|  |                                                               |

|  | カタホコリ科 |
|  |              |
|  | モジホコリ科 |
|  |              |

|  | ムラサキホコリ科 |
|  |                  |
|  | スミホコリ科     |
|  |                  |

|  | ルリホコリ科                                                  |
|  |                                                               |
|  | \| \| カタホコリ科 \| \| \| \| \| \| モジホコリ科 \| \| \| \| |
|  |                                                               |
|  | カタホコリ科                                                  |
|  |                                                               |
|  | モジホコリ科                                                  |
|  |                                                               |

|  | カタホコリ科 |
|  |              |
|  | モジホコリ科 |
|  |              |

|  | ムラサキホコリ科 |
|  |                  |
|  | スミホコリ科     |
|  |                  |

|  | ルリホコリ科                                                  |
|  |                                                               |
|  | \| \| カタホコリ科 \| \| \| \| \| \| モジホコリ科 \| \| \| \| |
|  |                                                               |
|  | カタホコリ科                                                  |
|  |                                                               |
|  | モジホコリ科                                                  |
|  |                                                               |

|  | カタホコリ科 |
|  |              |
|  | モジホコリ科 |
|  |              |

|  | ムラサキホコリ科 |
|  |                  |
|  | スミホコリ科     |
|  |                  |

|  | ルリホコリ科                                                  |
|  |                                                               |
|  | \| \| カタホコリ科 \| \| \| \| \| \| モジホコリ科 \| \| \| \| |
|  |                                                               |
|  | カタホコリ科                                                  |
|  |                                                               |
|  | モジホコリ科                                                  |
|  |                                                               |

|  | カタホコリ科 |
|  |              |
|  | モジホコリ科 |
|  |              |

|  | ムラサキホコリ科 |
|  |                  |
|  | スミホコリ科     |
|  |                  |

|  | ルリホコリ科                                                  |
|  |                                                               |
|  | \| \| カタホコリ科 \| \| \| \| \| \| モジホコリ科 \| \| \| \| |
|  |                                                               |
|  | カタホコリ科                                                  |
|  |                                                               |
|  | モジホコリ科                                                  |
|  |                                                               |

|  | カタホコリ科 |
|  |              |
|  | モジホコリ科 |
|  |              |

|  | ムラサキホコリ科 |
|  |                  |
|  | スミホコリ科     |
|  |                  |

|  | ルリホコリ科                                                  |
|  |                                                               |
|  | \| \| カタホコリ科 \| \| \| \| \| \| モジホコリ科 \| \| \| \| |
|  |                                                               |
|  | カタホコリ科                                                  |
|  |                                                               |
|  | モジホコリ科                                                  |
|  |                                                               |

|  | カタホコリ科 |
|  |              |
|  | モジホコリ科 |
|  |              |

|  | ムラサキホコリ科 |
|  |                  |
|  | スミホコリ科     |
|  |                  |

|  | ルリホコリ科                                                  |
|  |                                                               |
|  | \| \| カタホコリ科 \| \| \| \| \| \| モジホコリ科 \| \| \| \| |
|  |                                                               |
|  | カタホコリ科                                                  |
|  |                                                               |
|  | モジホコリ科                                                  |
|  |                                                               |

|  | カタホコリ科 |
|  |              |
|  | モジホコリ科 |
|  |              |

| コホコリ目 | コホコリ科                                                  |
|            | コホコリ科                                                  |
| ケホコリ目 | \| \| イトホコリ科 \| \| \| \| \| \| ケホコリ科 \| \| \| \| |
|            | \| \| イトホコリ科 \| \| \| \| \| \| ケホコリ科 \| \| \| \| |
|            | イトホコリ科                                                |
|            |                                                             |
|            | ケホコリ科                                                  |
|            |                                                             |

|  | イトホコリ科 |
|  |              |
|  | ケホコリ科   |
|  |              |

| コホコリ目 | コホコリ科                                                  |
|            | コホコリ科                                                  |
| ケホコリ目 | \| \| イトホコリ科 \| \| \| \| \| \| ケホコリ科 \| \| \| \| |
|            | \| \| イトホコリ科 \| \| \| \| \| \| ケホコリ科 \| \| \| \| |
|            | イトホコリ科                                                |
|            |                                                             |
|            | ケホコリ科                                                  |
|            |                                                             |

|  | イトホコリ科 |
|  |              |
|  | ケホコリ科   |
|  |              |

| コホコリ目 | コホコリ科                                                  |
|            | コホコリ科                                                  |
| ケホコリ目 | \| \| イトホコリ科 \| \| \| \| \| \| ケホコリ科 \| \| \| \| |
|            | \| \| イトホコリ科 \| \| \| \| \| \| ケホコリ科 \| \| \| \| |
|            | イトホコリ科                                                |
|            |                                                             |
|            | ケホコリ科                                                  |
|            |                                                             |

|  | イトホコリ科 |
|  |              |
|  | ケホコリ科   |
|  |              |

| コホコリ目 | コホコリ科                                                  |
|            | コホコリ科                                                  |
| ケホコリ目 | \| \| イトホコリ科 \| \| \| \| \| \| ケホコリ科 \| \| \| \| |
|            | \| \| イトホコリ科 \| \| \| \| \| \| ケホコリ科 \| \| \| \| |
|            | イトホコリ科                                                |
|            |                                                             |
|            | ケホコリ科                                                  |
|            |                                                             |

|  | イトホコリ科 |
|  |              |
|  | ケホコリ科   |
|  |              |

|  | ムラサキホコリ科 |
|  |                  |
|  | スミホコリ科     |
|  |                  |

|  | ルリホコリ科                                                  |
|  |                                                               |
|  | \| \| カタホコリ科 \| \| \| \| \| \| モジホコリ科 \| \| \| \| |
|  |                                                               |
|  | カタホコリ科                                                  |
|  |                                                               |
|  | モジホコリ科                                                  |
|  |                                                               |

|  | カタホコリ科 |
|  |              |
|  | モジホコリ科 |
|  |              |

|  | ムラサキホコリ科 |
|  |                  |
|  | スミホコリ科     |
|  |                  |

|  | ルリホコリ科                                                  |
|  |                                                               |
|  | \| \| カタホコリ科 \| \| \| \| \| \| モジホコリ科 \| \| \| \| |
|  |                                                               |
|  | カタホコリ科                                                  |
|  |                                                               |
|  | モジホコリ科                                                  |
|  |                                                               |

|  | カタホコリ科 |
|  |              |
|  | モジホコリ科 |
|  |              |

|  | ムラサキホコリ科 |
|  |                  |
|  | スミホコリ科     |
|  |                  |

|  | ルリホコリ科                                                  |
|  |                                                               |
|  | \| \| カタホコリ科 \| \| \| \| \| \| モジホコリ科 \| \| \| \| |
|  |                                                               |
|  | カタホコリ科                                                  |
|  |                                                               |
|  | モジホコリ科                                                  |
|  |                                                               |

|  | カタホコリ科 |
|  |              |
|  | モジホコリ科 |
|  |              |

|  | ムラサキホコリ科 |
|  |                  |
|  | スミホコリ科     |
|  |                  |

|  | ルリホコリ科                                                  |
|  |                                                               |
|  | \| \| カタホコリ科 \| \| \| \| \| \| モジホコリ科 \| \| \| \| |
|  |                                                               |
|  | カタホコリ科                                                  |
|  |                                                               |
|  | モジホコリ科                                                  |
|  |                                                               |

|  | カタホコリ科 |
|  |              |
|  | モジホコリ科 |
|  |              |

|  | ムラサキホコリ科 |
|  |                  |
|  | スミホコリ科     |
|  |                  |

|  | ルリホコリ科                                                  |
|  |                                                               |
|  | \| \| カタホコリ科 \| \| \| \| \| \| モジホコリ科 \| \| \| \| |
|  |                                                               |
|  | カタホコリ科                                                  |
|  |                                                               |
|  | モジホコリ科                                                  |
|  |                                                               |

|  | カタホコリ科 |
|  |              |
|  | モジホコリ科 |
|  |              |

|  | ムラサキホコリ科 |
|  |                  |
|  | スミホコリ科     |
|  |                  |

|  | ルリホコリ科                                                  |
|  |                                                               |
|  | \| \| カタホコリ科 \| \| \| \| \| \| モジホコリ科 \| \| \| \| |
|  |                                                               |
|  | カタホコリ科                                                  |
|  |                                                               |
|  | モジホコリ科                                                  |
|  |                                                               |

|  | カタホコリ科 |
|  |              |
|  | モジホコリ科 |
|  |              |

|  | ムラサキホコリ科 |
|  |                  |
|  | スミホコリ科     |
|  |                  |

|  | ルリホコリ科                                                  |
|  |                                                               |
|  | \| \| カタホコリ科 \| \| \| \| \| \| モジホコリ科 \| \| \| \| |
|  |                                                               |
|  | カタホコリ科                                                  |
|  |                                                               |
|  | モジホコリ科                                                  |
|  |                                                               |

|  | カタホコリ科 |
|  |              |
|  | モジホコリ科 |
|  |              |

|  | ムラサキホコリ科 |
|  |                  |
|  | スミホコリ科     |
|  |                  |

|  | ルリホコリ科                                                  |
|  |                                                               |
|  | \| \| カタホコリ科 \| \| \| \| \| \| モジホコリ科 \| \| \| \| |
|  |                                                               |
|  | カタホコリ科                                                  |
|  |                                                               |
|  | モジホコリ科                                                  |
|  |                                                               |

|  | カタホコリ科 |
|  |              |
|  | モジホコリ科 |
|  |              |

|  | ムラサキホコリ科 |
|  |                  |
|  | スミホコリ科     |
|  |                  |

|  | ルリホコリ科                                                  |
|  |                                                               |
|  | \| \| カタホコリ科 \| \| \| \| \| \| モジホコリ科 \| \| \| \| |
|  |                                                               |
|  | カタホコリ科                                                  |
|  |                                                               |
|  | モジホコリ科                                                  |
|  |                                                               |

|  | カタホコリ科 |
|  |              |
|  | モジホコリ科 |
|  |              |

|  | ムラサキホコリ科 |
|  |                  |
|  | スミホコリ科     |
|  |                  |

|  | ルリホコリ科                                                  |
|  |                                                               |
|  | \| \| カタホコリ科 \| \| \| \| \| \| モジホコリ科 \| \| \| \| |
|  |                                                               |
|  | カタホコリ科                                                  |
|  |                                                               |
|  | モジホコリ科                                                  |
|  |                                                               |

|  | カタホコリ科 |
|  |              |
|  | モジホコリ科 |
|  |              |

|  | ムラサキホコリ科 |
|  |                  |
|  | スミホコリ科     |
|  |                  |

|  | ルリホコリ科                                                  |
|  |                                                               |
|  | \| \| カタホコリ科 \| \| \| \| \| \| モジホコリ科 \| \| \| \| |
|  |                                                               |
|  | カタホコリ科                                                  |
|  |                                                               |
|  | モジホコリ科                                                  |
|  |                                                               |

|  | カタホコリ科 |
|  |              |
|  | モジホコリ科 |
|  |              |

|  | ムラサキホコリ科 |
|  |                  |
|  | スミホコリ科     |
|  |                  |

|  | ルリホコリ科                                                  |
|  |                                                               |
|  | \| \| カタホコリ科 \| \| \| \| \| \| モジホコリ科 \| \| \| \| |
|  |                                                               |
|  | カタホコリ科                                                  |
|  |                                                               |
|  | モジホコリ科                                                  |
|  |                                                               |

|  | カタホコリ科 |
|  |              |
|  | モジホコリ科 |
|  |              |

|  | ムラサキホコリ科 |
|  |                  |
|  | スミホコリ科     |
|  |                  |

|  | ルリホコリ科                                                  |
|  |                                                               |
|  | \| \| カタホコリ科 \| \| \| \| \| \| モジホコリ科 \| \| \| \| |
|  |                                                               |
|  | カタホコリ科                                                  |
|  |                                                               |
|  | モジホコリ科                                                  |
|  |                                                               |

|  | カタホコリ科 |
|  |              |
|  | モジホコリ科 |
|  |              |

|  | ムラサキホコリ科 |
|  |                  |
|  | スミホコリ科     |
|  |                  |

|  | ルリホコリ科                                                  |
|  |                                                               |
|  | \| \| カタホコリ科 \| \| \| \| \| \| モジホコリ科 \| \| \| \| |
|  |                                                               |
|  | カタホコリ科                                                  |
|  |                                                               |
|  | モジホコリ科                                                  |
|  |                                                               |

|  | カタホコリ科 |
|  |              |
|  | モジホコリ科 |
|  |              |

|  | ムラサキホコリ科 |
|  |                  |
|  | スミホコリ科     |
|  |                  |

|  | ルリホコリ科                                                  |
|  |                                                               |
|  | \| \| カタホコリ科 \| \| \| \| \| \| モジホコリ科 \| \| \| \| |
|  |                                                               |
|  | カタホコリ科                                                  |
|  |                                                               |
|  | モジホコリ科                                                  |
|  |                                                               |

|  | カタホコリ科 |
|  |              |
|  | モジホコリ科 |
|  |              |

|  | ムラサキホコリ科 |
|  |                  |
|  | スミホコリ科     |
|  |                  |

|  | ルリホコリ科                                                  |
|  |                                                               |
|  | \| \| カタホコリ科 \| \| \| \| \| \| モジホコリ科 \| \| \| \| |
|  |                                                               |
|  | カタホコリ科                                                  |
|  |                                                               |
|  | モジホコリ科                                                  |
|  |                                                               |

|  | カタホコリ科 |
|  |              |
|  | モジホコリ科 |
|  |              |

| コホコリ目 | コホコリ科                                                  |
|            | コホコリ科                                                  |
| ケホコリ目 | \| \| イトホコリ科 \| \| \| \| \| \| ケホコリ科 \| \| \| \| |
|            | \| \| イトホコリ科 \| \| \| \| \| \| ケホコリ科 \| \| \| \| |
|            | イトホコリ科                                                |
|            |                                                             |
|            | ケホコリ科                                                  |
|            |                                                             |

|  | イトホコリ科 |
|  |              |
|  | ケホコリ科   |
|  |              |

| コホコリ目 | コホコリ科                                                  |
|            | コホコリ科                                                  |
| ケホコリ目 | \| \| イトホコリ科 \| \| \| \| \| \| ケホコリ科 \| \| \| \| |
|            | \| \| イトホコリ科 \| \| \| \| \| \| ケホコリ科 \| \| \| \| |
|            | イトホコリ科                                                |
|            |                                                             |
|            | ケホコリ科                                                  |
|            |                                                             |

|  | イトホコリ科 |
|  |              |
|  | ケホコリ科   |
|  |              |

| コホコリ目 | コホコリ科                                                  |
|            | コホコリ科                                                  |
| ケホコリ目 | \| \| イトホコリ科 \| \| \| \| \| \| ケホコリ科 \| \| \| \| |
|            | \| \| イトホコリ科 \| \| \| \| \| \| ケホコリ科 \| \| \| \| |
|            | イトホコリ科                                                |
|            |                                                             |
|            | ケホコリ科                                                  |
|            |                                                             |

|  | イトホコリ科 |
|  |              |
|  | ケホコリ科   |
|  |              |

| コホコリ目 | コホコリ科                                                  |
|            | コホコリ科                                                  |
| ケホコリ目 | \| \| イトホコリ科 \| \| \| \| \| \| ケホコリ科 \| \| \| \| |
|            | \| \| イトホコリ科 \| \| \| \| \| \| ケホコリ科 \| \| \| \| |
|            | イトホコリ科                                                |
|            |                                                             |
|            | ケホコリ科                                                  |
|            |                                                             |

|  | イトホコリ科 |
|  |              |
|  | ケホコリ科   |
|  |              |

|  | ムラサキホコリ科 |
|  |                  |
|  | スミホコリ科     |
|  |                  |

|  | ルリホコリ科                                                  |
|  |                                                               |
|  | \| \| カタホコリ科 \| \| \| \| \| \| モジホコリ科 \| \| \| \| |
|  |                                                               |
|  | カタホコリ科                                                  |
|  |                                                               |
|  | モジホコリ科                                                  |
|  |                                                               |

|  | カタホコリ科 |
|  |              |
|  | モジホコリ科 |
|  |              |

|  | ムラサキホコリ科 |
|  |                  |
|  | スミホコリ科     |
|  |                  |

|  | ルリホコリ科                                                  |
|  |                                                               |
|  | \| \| カタホコリ科 \| \| \| \| \| \| モジホコリ科 \| \| \| \| |
|  |                                                               |
|  | カタホコリ科                                                  |
|  |                                                               |
|  | モジホコリ科                                                  |
|  |                                                               |

|  | カタホコリ科 |
|  |              |
|  | モジホコリ科 |
|  |              |

|  | ムラサキホコリ科 |
|  |                  |
|  | スミホコリ科     |
|  |                  |

|  | ルリホコリ科                                                  |
|  |                                                               |
|  | \| \| カタホコリ科 \| \| \| \| \| \| モジホコリ科 \| \| \| \| |
|  |                                                               |
|  | カタホコリ科                                                  |
|  |                                                               |
|  | モジホコリ科                                                  |
|  |                                                               |

|  | カタホコリ科 |
|  |              |
|  | モジホコリ科 |
|  |              |

|  | ムラサキホコリ科 |
|  |                  |
|  | スミホコリ科     |
|  |                  |

|  | ルリホコリ科                                                  |
|  |                                                               |
|  | \| \| カタホコリ科 \| \| \| \| \| \| モジホコリ科 \| \| \| \| |
|  |                                                               |
|  | カタホコリ科                                                  |
|  |                                                               |
|  | モジホコリ科                                                  |
|  |                                                               |

|  | カタホコリ科 |
|  |              |
|  | モジホコリ科 |
|  |              |

|  | ムラサキホコリ科 |
|  |                  |
|  | スミホコリ科     |
|  |                  |

|  | ルリホコリ科                                                  |
|  |                                                               |
|  | \| \| カタホコリ科 \| \| \| \| \| \| モジホコリ科 \| \| \| \| |
|  |                                                               |
|  | カタホコリ科                                                  |
|  |                                                               |
|  | モジホコリ科                                                  |
|  |                                                               |

|  | カタホコリ科 |
|  |              |
|  | モジホコリ科 |
|  |              |

|  | ムラサキホコリ科 |
|  |                  |
|  | スミホコリ科     |
|  |                  |

|  | ルリホコリ科                                                  |
|  |                                                               |
|  | \| \| カタホコリ科 \| \| \| \| \| \| モジホコリ科 \| \| \| \| |
|  |                                                               |
|  | カタホコリ科                                                  |
|  |                                                               |
|  | モジホコリ科                                                  |
|  |                                                               |

|  | カタホコリ科 |
|  |              |
|  | モジホコリ科 |
|  |              |

|  | ムラサキホコリ科 |
|  |                  |
|  | スミホコリ科     |
|  |                  |

|  | ルリホコリ科                                                  |
|  |                                                               |
|  | \| \| カタホコリ科 \| \| \| \| \| \| モジホコリ科 \| \| \| \| |
|  |                                                               |
|  | カタホコリ科                                                  |
|  |                                                               |
|  | モジホコリ科                                                  |
|  |                                                               |

|  | カタホコリ科 |
|  |              |
|  | モジホコリ科 |
|  |              |

|  | ムラサキホコリ科 |
|  |                  |
|  | スミホコリ科     |
|  |                  |

|  | ルリホコリ科                                                  |
|  |                                                               |
|  | \| \| カタホコリ科 \| \| \| \| \| \| モジホコリ科 \| \| \| \| |
|  |                                                               |
|  | カタホコリ科                                                  |
|  |                                                               |
|  | モジホコリ科                                                  |
|  |                                                               |

|  | カタホコリ科 |
|  |              |
|  | モジホコリ科 |
|  |              |

|  | ムラサキホコリ科 |
|  |                  |
|  | スミホコリ科     |
|  |                  |

|  | ルリホコリ科                                                  |
|  |                                                               |
|  | \| \| カタホコリ科 \| \| \| \| \| \| モジホコリ科 \| \| \| \| |
|  |                                                               |
|  | カタホコリ科                                                  |
|  |                                                               |
|  | モジホコリ科                                                  |
|  |                                                               |

|  | カタホコリ科 |
|  |              |
|  | モジホコリ科 |
|  |              |

|  | ムラサキホコリ科 |
|  |                  |
|  | スミホコリ科     |
|  |                  |

|  | ルリホコリ科                                                  |
|  |                                                               |
|  | \| \| カタホコリ科 \| \| \| \| \| \| モジホコリ科 \| \| \| \| |
|  |                                                               |
|  | カタホコリ科                                                  |
|  |                                                               |
|  | モジホコリ科                                                  |
|  |                                                               |

|  | カタホコリ科 |
|  |              |
|  | モジホコリ科 |
|  |              |

|  | ムラサキホコリ科 |
|  |                  |
|  | スミホコリ科     |
|  |                  |

|  | ルリホコリ科                                                  |
|  |                                                               |
|  | \| \| カタホコリ科 \| \| \| \| \| \| モジホコリ科 \| \| \| \| |
|  |                                                               |
|  | カタホコリ科                                                  |
|  |                                                               |
|  | モジホコリ科                                                  |
|  |                                                               |

|  | カタホコリ科 |
|  |              |
|  | モジホコリ科 |
|  |              |

|  | ムラサキホコリ科 |
|  |                  |
|  | スミホコリ科     |
|  |                  |

|  | ルリホコリ科                                                  |
|  |                                                               |
|  | \| \| カタホコリ科 \| \| \| \| \| \| モジホコリ科 \| \| \| \| |
|  |                                                               |
|  | カタホコリ科                                                  |
|  |                                                               |
|  | モジホコリ科                                                  |
|  |                                                               |

|  | カタホコリ科 |
|  |              |
|  | モジホコリ科 |
|  |              |

|  | ムラサキホコリ科 |
|  |                  |
|  | スミホコリ科     |
|  |                  |

|  | ルリホコリ科                                                  |
|  |                                                               |
|  | \| \| カタホコリ科 \| \| \| \| \| \| モジホコリ科 \| \| \| \| |
|  |                                                               |
|  | カタホコリ科                                                  |
|  |                                                               |
|  | モジホコリ科                                                  |
|  |                                                               |

|  | カタホコリ科 |
|  |              |
|  | モジホコリ科 |
|  |              |

|  | ムラサキホコリ科 |
|  |                  |
|  | スミホコリ科     |
|  |                  |

|  | ルリホコリ科                                                  |
|  |                                                               |
|  | \| \| カタホコリ科 \| \| \| \| \| \| モジホコリ科 \| \| \| \| |
|  |                                                               |
|  | カタホコリ科                                                  |
|  |                                                               |
|  | モジホコリ科                                                  |
|  |                                                               |

|  | カタホコリ科 |
|  |              |
|  | モジホコリ科 |
|  |              |

|  | ムラサキホコリ科 |
|  |                  |
|  | スミホコリ科     |
|  |                  |

|  | ルリホコリ科                                                  |
|  |                                                               |
|  | \| \| カタホコリ科 \| \| \| \| \| \| モジホコリ科 \| \| \| \| |
|  |                                                               |
|  | カタホコリ科                                                  |
|  |                                                               |
|  | モジホコリ科                                                  |
|  |                                                               |

|  | カタホコリ科 |
|  |              |
|  | モジホコリ科 |
|  |              |

|  | ムラサキホコリ科 |
|  |                  |
|  | スミホコリ科     |
|  |                  |

|  | ルリホコリ科                                                  |
|  |                                                               |
|  | \| \| カタホコリ科 \| \| \| \| \| \| モジホコリ科 \| \| \| \| |
|  |                                                               |
|  | カタホコリ科                                                  |
|  |                                                               |
|  | モジホコリ科                                                  |
|  |                                                               |

|  | カタホコリ科 |
|  |              |
|  | モジホコリ科 |
|  |              |

| 表1. 変形菌の分類体系の一例: 目、科の学名は国際藻類・菌類・植物命名規約におけるものを主とし、[ ]内に国際動物命名規約におけるものを示しているが、上目以上についてはその逆である。 - アメーボゾア門 Amoebozoa Cavalier-Smith, 1998 - コノーサ亜門 Conosa Cavalier-Smith, 1998 (≒ Evosea) - 動菌下門 Mycetozoa Cavalier-Smith, 1998 (真正動菌 Eumycetozoa) - 変形菌綱 Myxogastrea Cavalier-Smith, 1993 [Myxomycetes G. Winter, 1880] - 明胞子亜綱 Lucisporinia Cavalier-Smith, 2013 [Lucisporomycetidae Leontyev, Schnittler, S.L. Stephenson, Novozhilov & Shchepin, 2019] (明色胞子類) 子実体形成はふつう変形膜下性。基本的に軸柱を欠く。細毛体が存在する場合、管状でしばしばとげ状、環状、らせん状、網状などの構造で装飾されており、ときに子嚢壁に結合する。胞子は褐色、黄色、橙色、紅色、紫色、オリーブ色など。 - アミホコリ上目 Cribrariidia Leontyev, Schnittler, S.L. Stephenson, Novozhilov & Shchepin, 2019 - アミホコリ目 Cribrariales T. Macbride, 1922 [Cribrariida] 子実体形成はふつう変形膜下性。軸柱や細毛体を欠く。子嚢壁はカルシウムを含む壁小粒 (dictydine granule) をもち、ふつう一部を残して早落性。 胞子は乾燥するとつぶれる。 - アミホコリ科 Cribrariaceae Corda, 1838 [Cribrariidae] - アミホコリ属 (Cribraria), ムラサキドロホコリ属 (Licaethalium), フンホコリ属 (Lindbladia) - ケホコリ上目 Trichiidia Leontyev, Schnittler, S.L. Stephenson, Novozhilov & Shchepin, 2019 細毛体が存在する場合、管状。子嚢壁は壁小粒を欠く。胞子は乾燥してもつぶれない。 - ドロホコリ目 Reticulariales Leontyev, Schnittler, S.L. Stephenson, Novozhilov & Shchepin, 2019 (Enteridiales) [Reticulariida] ふつう細毛体を欠く (存在する場合は子嚢壁に結合)。胞子表面は網状。 - ドロホコリ科 Reticulariaceae Chevall. ex Corda, 1842 (Enteridiaceae M.L. Farr, 1982) [Reticulariidae] - フデホコリ属 (Alwisia), マメホコリ属 (Lycogala), ドロホコリ属 (Reticularia = Enteridium), オオクダホコリ属 (Siphoptychium), アミメクダホコリ属 (Thecotubifera), クダホコリ属 (Tubifera) - コホコリ目 Liceales E. Jahn, 1928 [Liceida] ふつう細毛体を欠く (存在する場合は子嚢壁に結合)。子嚢壁は溝に沿って開孔する。胞子表面はイボ状または平滑。 - コホコリ科 Liceaceae Chevall., 1826 [Liceidae] - コホコリ属 (Licea), ジュズホコリ属 (Listerella) - ケホコリ目 Trichiales T. Macbride, 1922 [Trichiida] 細毛体有りまたは無し、存在する場合は子嚢壁に結合または遊離。胞子表面はイボ状または網状。 - イトホコリ科 Dianemataceae T. Macbride, 1922 [Dianematidae] 細毛体や偽細毛体が存在する場合、底面から上方へ伸びる。細毛体は細く、無分枝または疎に鋭角に分枝。胞子壁は厚く、棘状 (まれに網状)。 - コガネホコリ属 (Calomyxa), イトホコリ属 (Dianema), ハシラホコリ属 (Dictydiaethalium), フデゲホコリ属 (Prototrichia) - ケホコリ科 Trichiaceae Chevall., 1926 [Trichiidae] 細毛体の配向に方向性はない。細毛体は比較的太く、無分枝または広角に分枝してときに網状。胞子壁は薄く、イボ状または網状。 - カサネホコリ属 (Arcyodes), ウツボホコリ属 (Arcyria), ウデワホコリ属 (Cornuvia), ヌカホコリ属 (Hemitrichia), ハチノスケホコリ属 (Metatrichia), マユホコリ属 (Oligonema), ヒモホコリ属 (Perichaena), ケホコリ属 (Trichia) - 明胞子亜綱・所属不明 Incertae sedis - タバウツボホコリ属 (Arcyriatella), タマゴホコリ属 (Calonema), ミナカタホコリ属 (Minakatella), ニセケホコリ属 (Trichioides) - 有軸亜綱 Columellinia Cavalier-Smith, 2013 [Columellomycetidae Leontyev, Schnittler, S.L. Stephenson, Novozhilov & Shchepin, 2019] (暗色胞子類) 子実体形成は変形膜下性または変形膜上性。軸柱有りまたは無し。ふつう細毛体が存在し、中実、分枝して軸柱に結合している。胞子はふつうメラニンを含んで褐色から黒色。 - 上目不明 - ニセハリホコリ目 Echinosteliopsidales Shchepin, Leontyev, Schnittler, S.L. Stephenson, Novozhilov, 2020 [Echinosteliopsida] - ニセハリホコリ科 Echinosteliopsidaceae L.S. Olive, 1970 [Echinosteliopsidae] - ニセハリホコリ属 (Echinosteliopsis) - ハリホコリ上目 Echinosteliidia de Bary, 1873 - ハリホコリ目 Echinosteliales G.W. Martin, 1961 [Echinosteliida] 子実体は有柄で微小。細毛体は有りまたは無し、存在する場合でも少なく、ほとんど分枝しない。柄はふつう顆粒を含む。胞子は淡色または暗色。 - ハリホコリ科 Echinosteliaceae Rostafinsky ex Cooke, 1877 [Echinostelidae] - バルベイホコリ属 (Barbeyella), ハリホコリ属 (Echinostelium), クワノミホコリ属 (Semimorula) - ムラサキホコリ上目 Stemonitidia 細毛体は常に多く存在し、しばしば分枝する。柄の特徴は多様。胞子はメラニンを含み褐色から黒色。 - クビナガホコリ目 Clastodermatales Leontyev, Schnittler, S.L. Stephenson, Novozhilov & Shchepin, 2019 [Clastodermatida] 柄の形成はおそらく primary development、顆粒を含む。軸柱が存在し、先端は細毛体に移行する。子嚢壁の一部は細毛体の先端に付着して壁小板を形成する。胞子は淡褐色。 - クビナガホコリ科 Clastodermataceae Alexop. & T.E. Brooks, 1971 [Clastodermatidae] - クビナガホコリ属 (Clastoderma) - クロミルリホコリ目 Meridermatales Leontyev, Schnittler, S.L. Stephenson, Novozhilov & Shchepin, 2019 [Meridermatida] 変形膜上性で柄は繊維質。軸柱の先端は細毛体に移行する。細毛体の先端は杯状で子嚢壁に付着する。胞子は暗褐色から黒色。 - クロミルリホコリ科 Meridermataceae Leontyev, Schnittler, S.L. Stephenson, Novozhilov & Shchepin, 2019 [Meridermatidae] - クロミルリホコリ属 (Meriderma) - ムラサキホコリ目 Stemonitidales T. Macbride, 1922 [Stemonitida] 変形膜上性で柄は繊維質または角質。軸柱の先端は細毛体に移行する。細毛体の先端はふつう子嚢壁に付着しない。胞子は暗褐色から黒色。 - ムラサキホコリ科 Stemonitidaceae Fries, 1829 [Stemonitidae] 柄は中空で角質。細毛体は軸柱から生じ、分枝・吻合して網状。 - ホソホコリ属 (Macbrideola), ムラサキホコリ属 (Stemonitis), カタクミホコリ属 (Symphytocarpus) - スミホコリ科 Amaurochaetaceae Rostafinsky ex Cooke, 1877 [Amaurochaetidae] 柄は繊維質。着合子嚢体を形成するものでは偽細毛体をもつ。細毛体は軸柱から生じ、ときに分枝・吻合する。 - スミホコリ属 (Amaurochaete), ブレフェルトホコリ属 (Brefeldia), カミノケホコリ属 (Comatricha), フサホコリ属 (Enerthenema), エダホコリ属 (Paradiacheopsis), ミダレホコリ属 (Stemonaria), コムラサキホコリ属 (Stemonitopsis) - モジホコリ目 Physarales T. Macbride, 1922 [Physarida] 変形膜下性または変形膜上性、柄はしばしば不定形物質で満たされる。軸柱の先端は細毛体に移行しない。細毛体は分枝・吻合する。細毛体の先端はときに子嚢壁に付着するが、杯状にはならない。子嚢壁は宿存性。胞子は暗褐色から黒色。 - ルリホコリ科 Lamprodermataceae T. Macbride, 1899 [Lamprodermatidae] 変形膜上性。子嚢壁に石灰質は無しまたは針状の結晶が散生。細毛体は二叉分枝し、吻合する。細毛体に石灰節はない。 - エリホコリ属 (Collaria), メダマホコリ属 (Colloderma), ニセジクホコリ属 (Diacheopsis), ロウホコリ属 (Elaeomyxa), ルリホコリ属 (Lamproderma) - カタホコリ科 Didymiaceae Rostafinsky ex Cooke, 1877 [Didymiidae] 変形膜下性。ふつう子嚢壁や柄に石灰質あり。細毛体は二叉分枝し、吻合するがふつう網状にはならない。細毛体に石灰節はない。 - ホネホコリ属 (Diderma), カタホコリ属 (Didymium), キララホコリ属 (Lepidoderma), ヤニホコリ属 (Mucilago) - モジホコリ科 Physaraceae Chevallier, 1826 [Physaridae] 変形膜下性。ふつう子嚢壁や柄に石灰質あり。細毛体は中空、三次元的な網を形成する。細毛体内に石灰を含み、しばしば石灰節をもつ。 - フウセンホコリ属 (Badhamia), ヤマシロホコリ属 (Badhamiopsis), サカズキホコリ属 (Craterium), ススホコリ属 (Fuligo), クロツムギホコリ属 (Kelleromyxa), ウリホコリ属 (Leocarpus), チョウチンホコリ属 (Physarella), シシガシラホコリ属 (Physarina), モジホコリ属 (Physarum), ツナホコリ属 (Willkommlangea) - 有軸亜綱・所属不明 Incertae sedis - ジクホコリ属 (Diachea), ニジホコリ属 (Leptoderma), スワリホコリ属 (Paradiachea), ヒメモジホコリ属 (Protophysarum), ブルックスホコリ属 (Trabrooksia) |

## ギャラリー

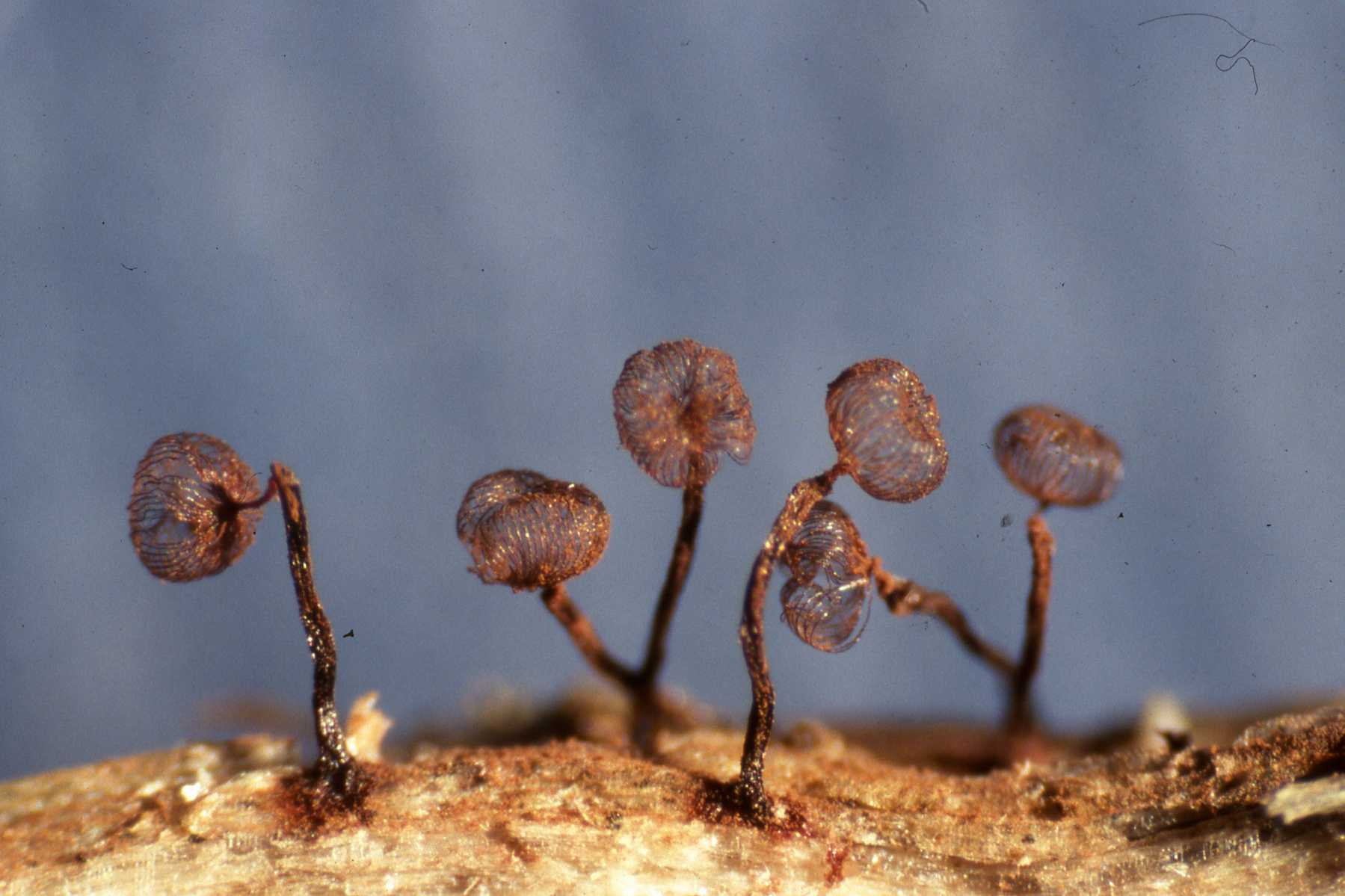
クモノスホコリ (アミホコリ目) の子実体
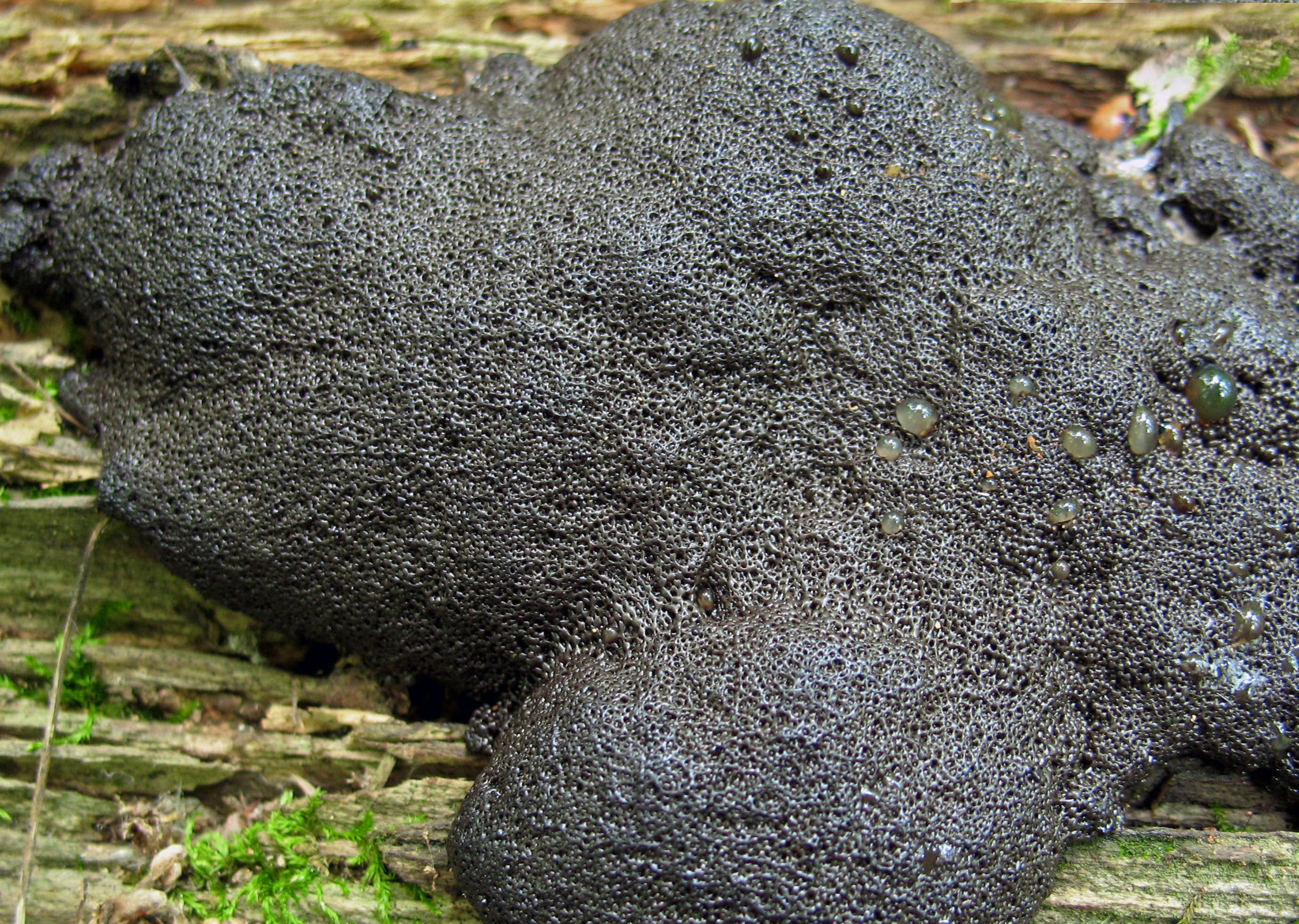
フンホコリ (アミホコリ目) の子実体
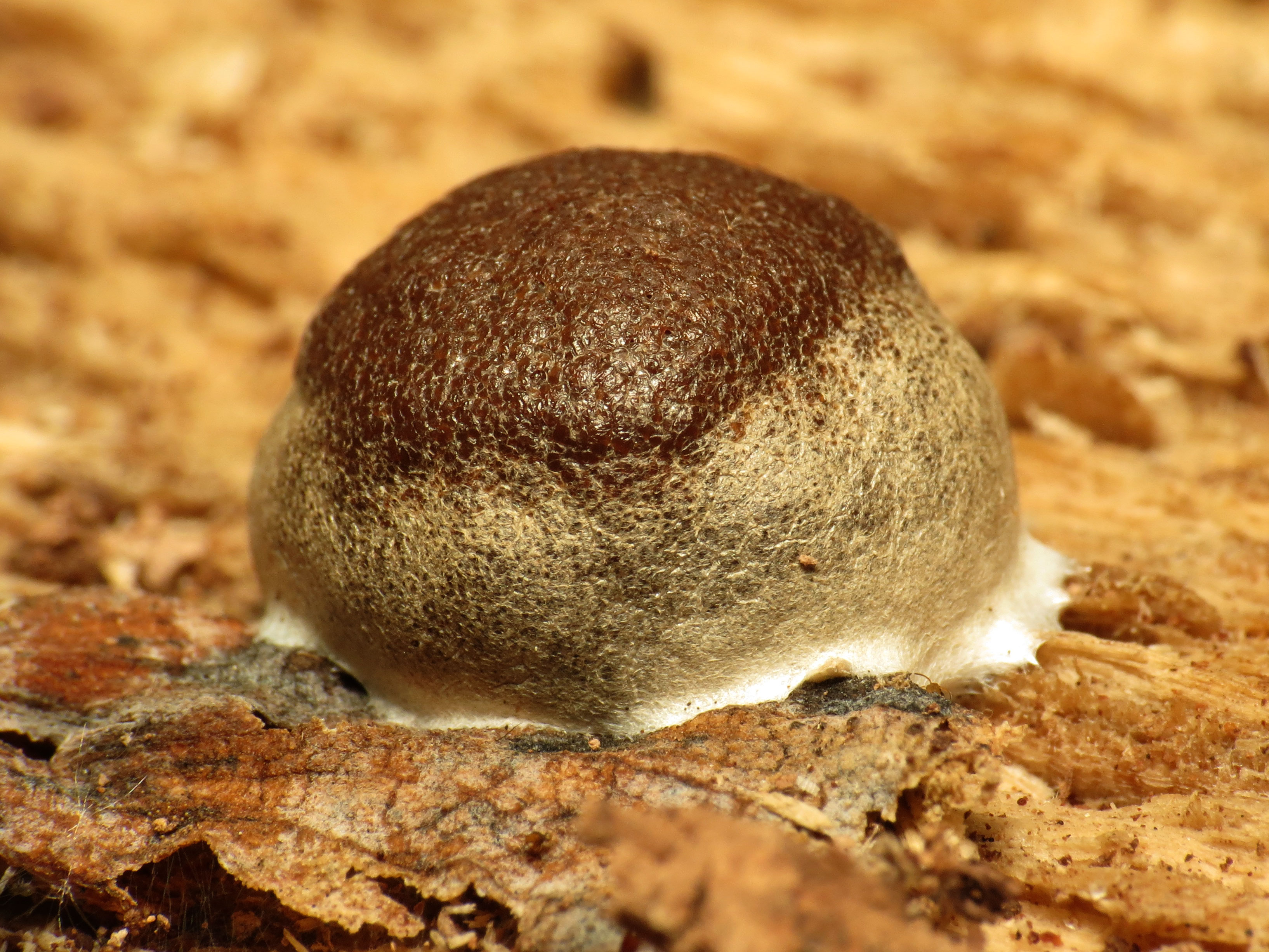
ドロホコリ属 (ドロホコリ目) の子実体
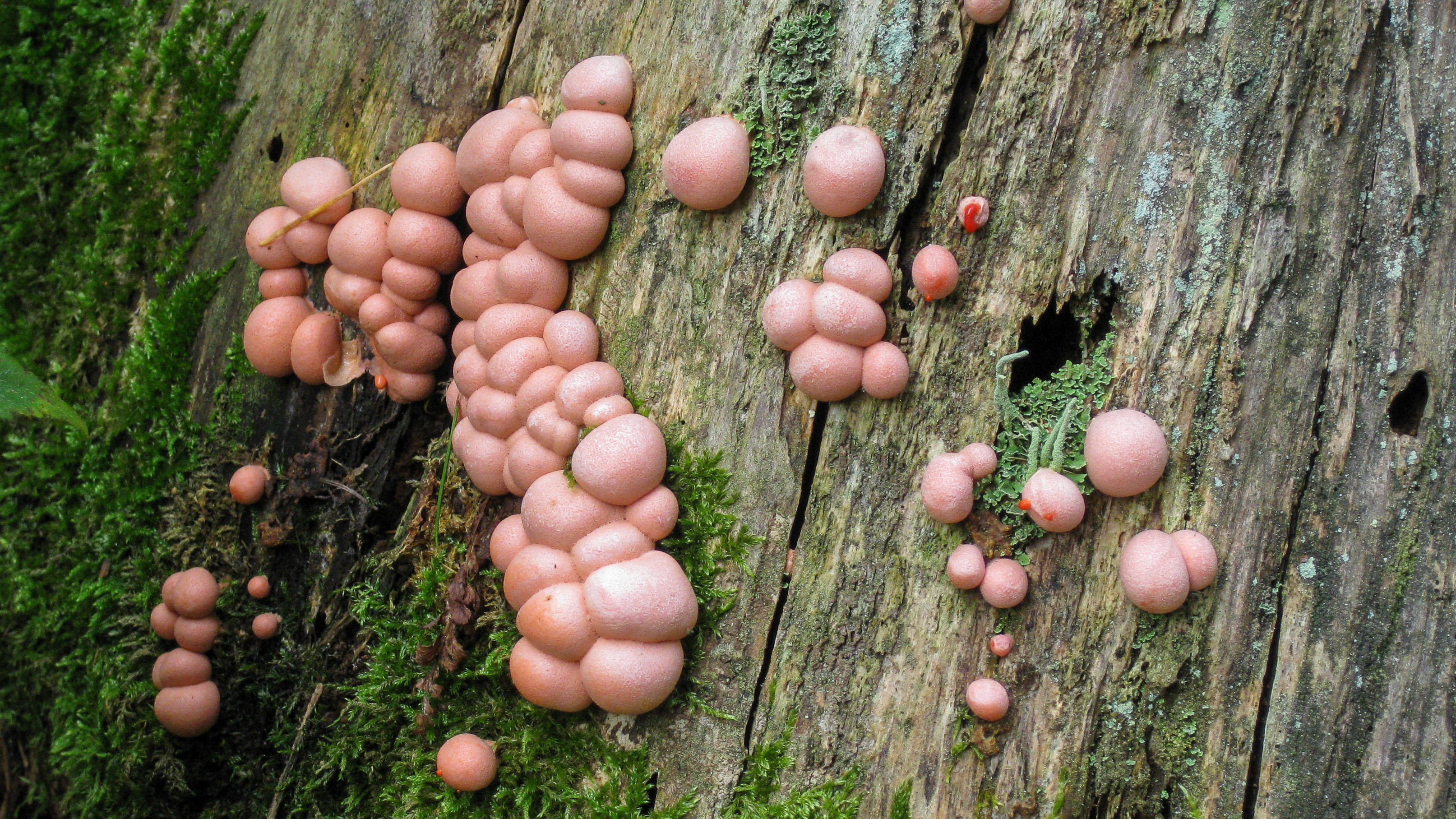
マメホコリ属 (ドロホコリ目) の子実体
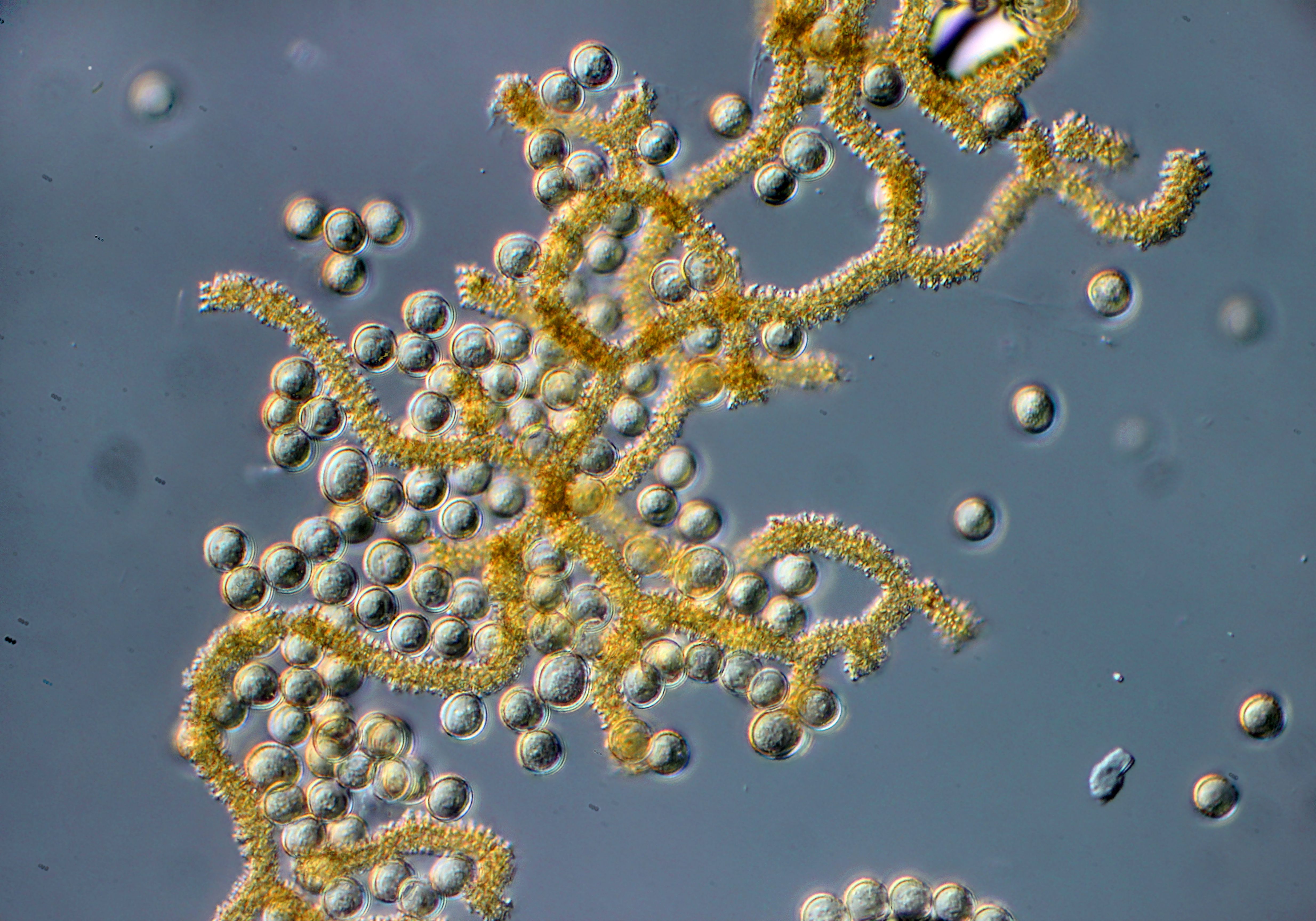
ヒモホコリ属 (ケホコリ目) の細毛体と胞子
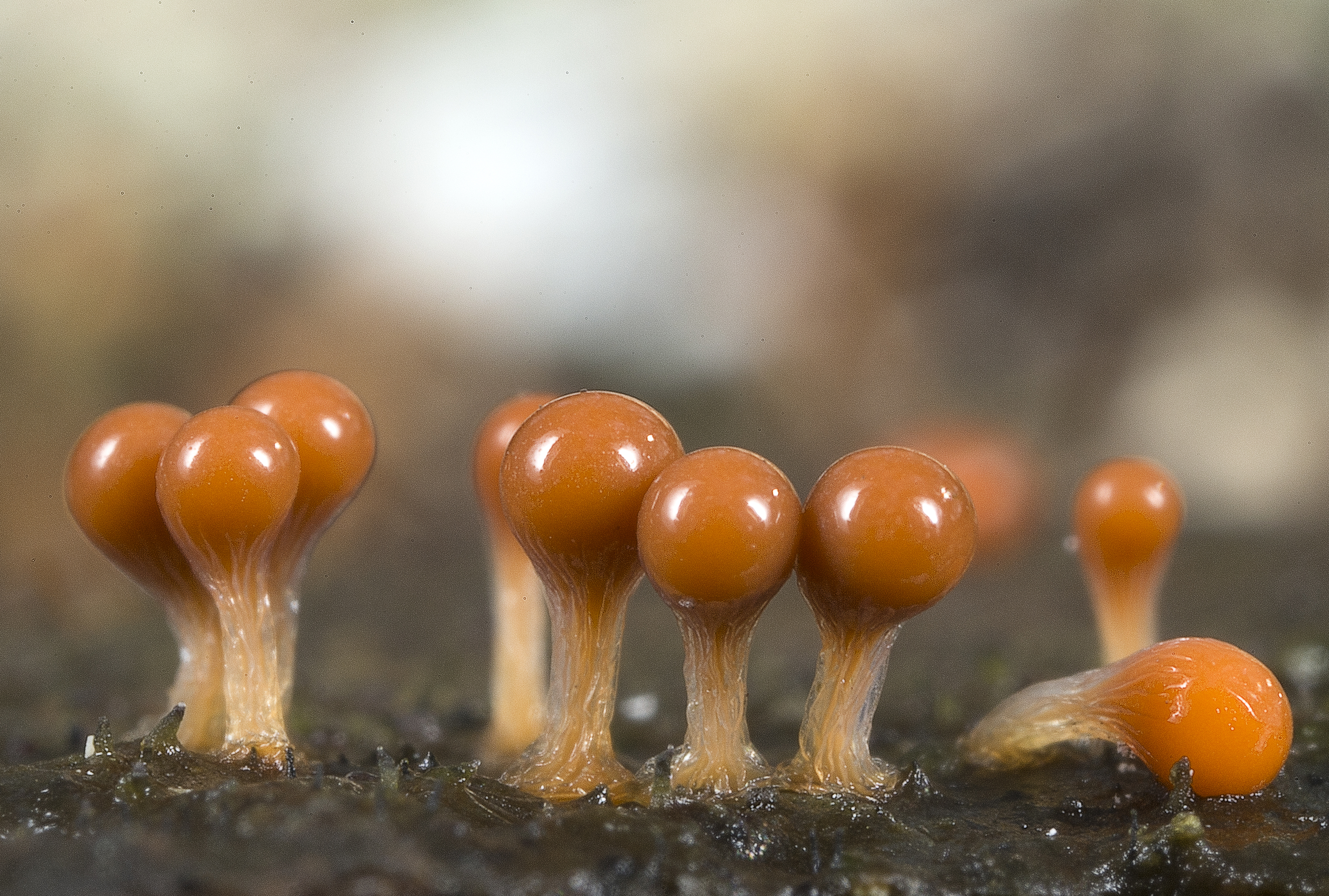
エツキケホコリ (ケホコリ目) の未熟子実体
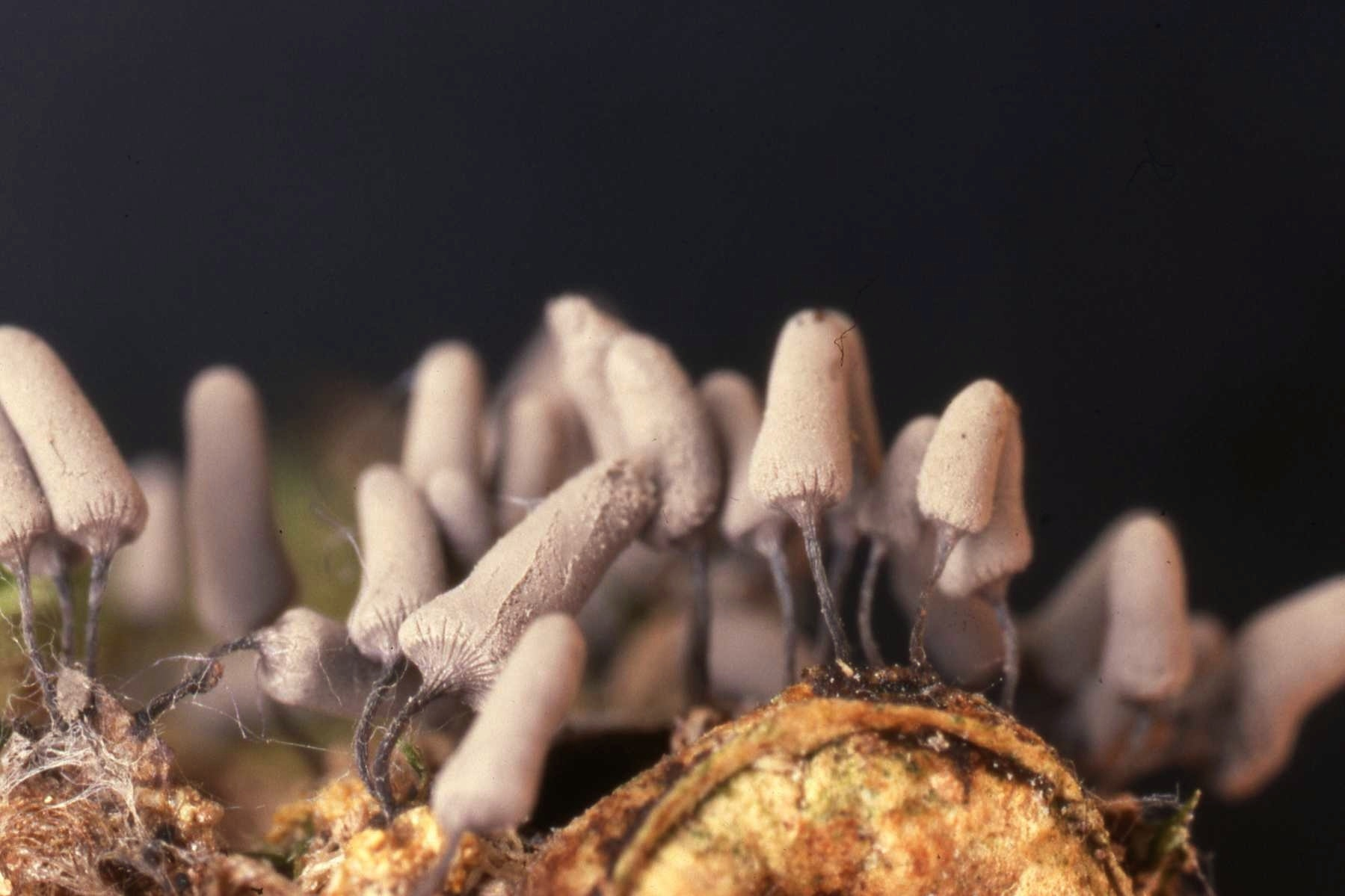
シロウツボホコリ (ケホコリ目) の子実体
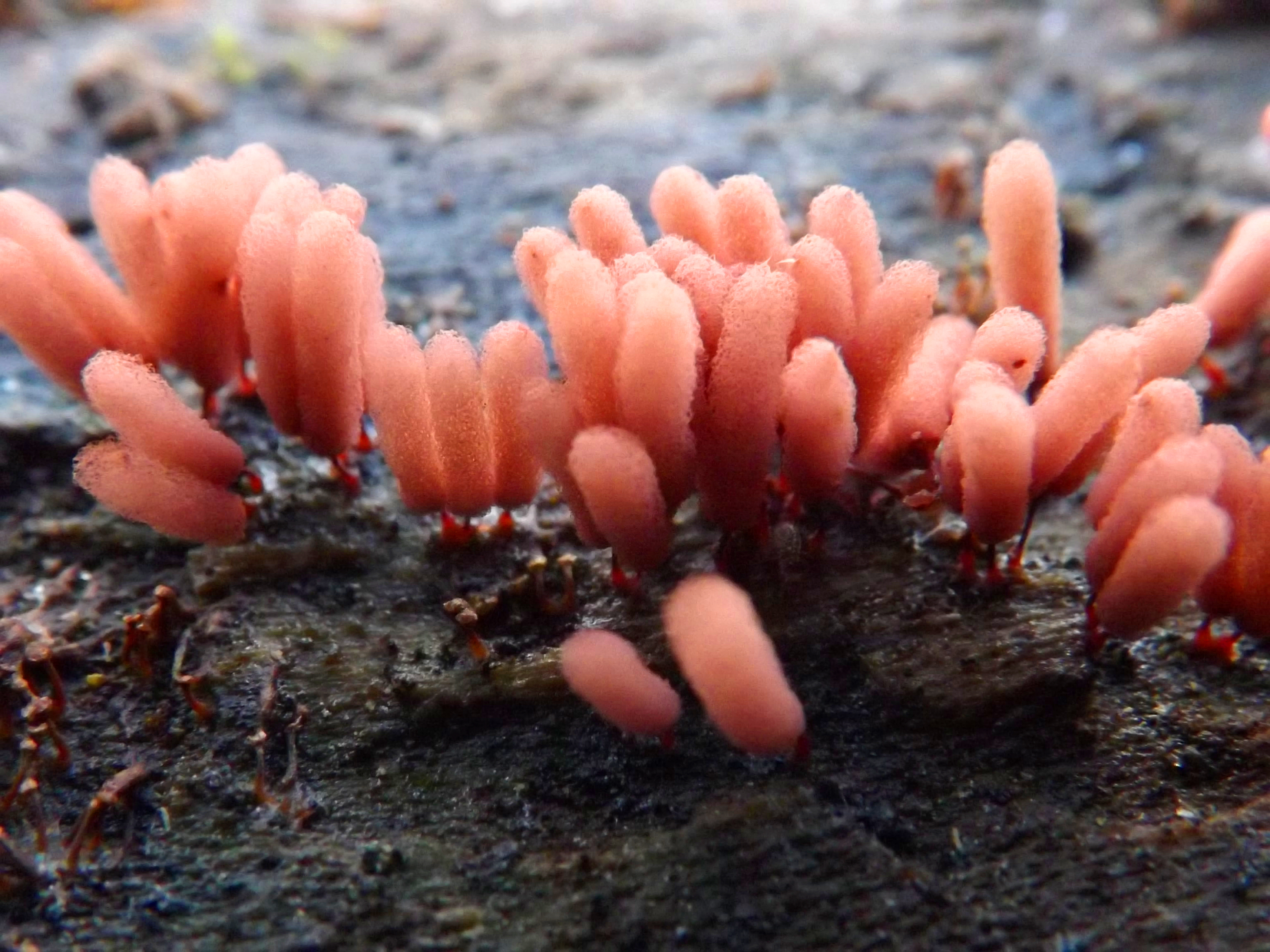
ウツボホコリ (ケホコリ目) の子実体
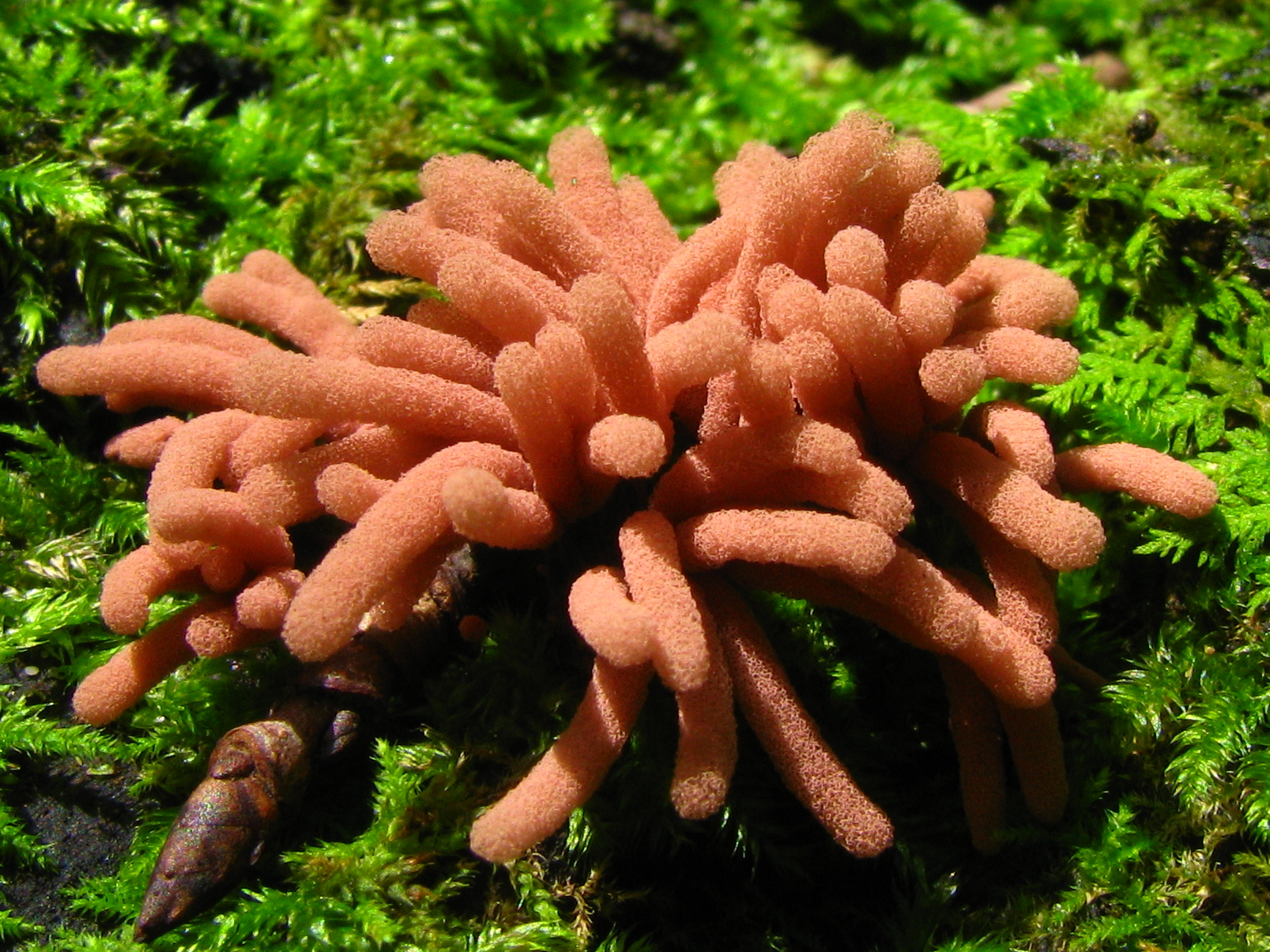
Arcyria oerstedii (ケホコリ目) の子実体
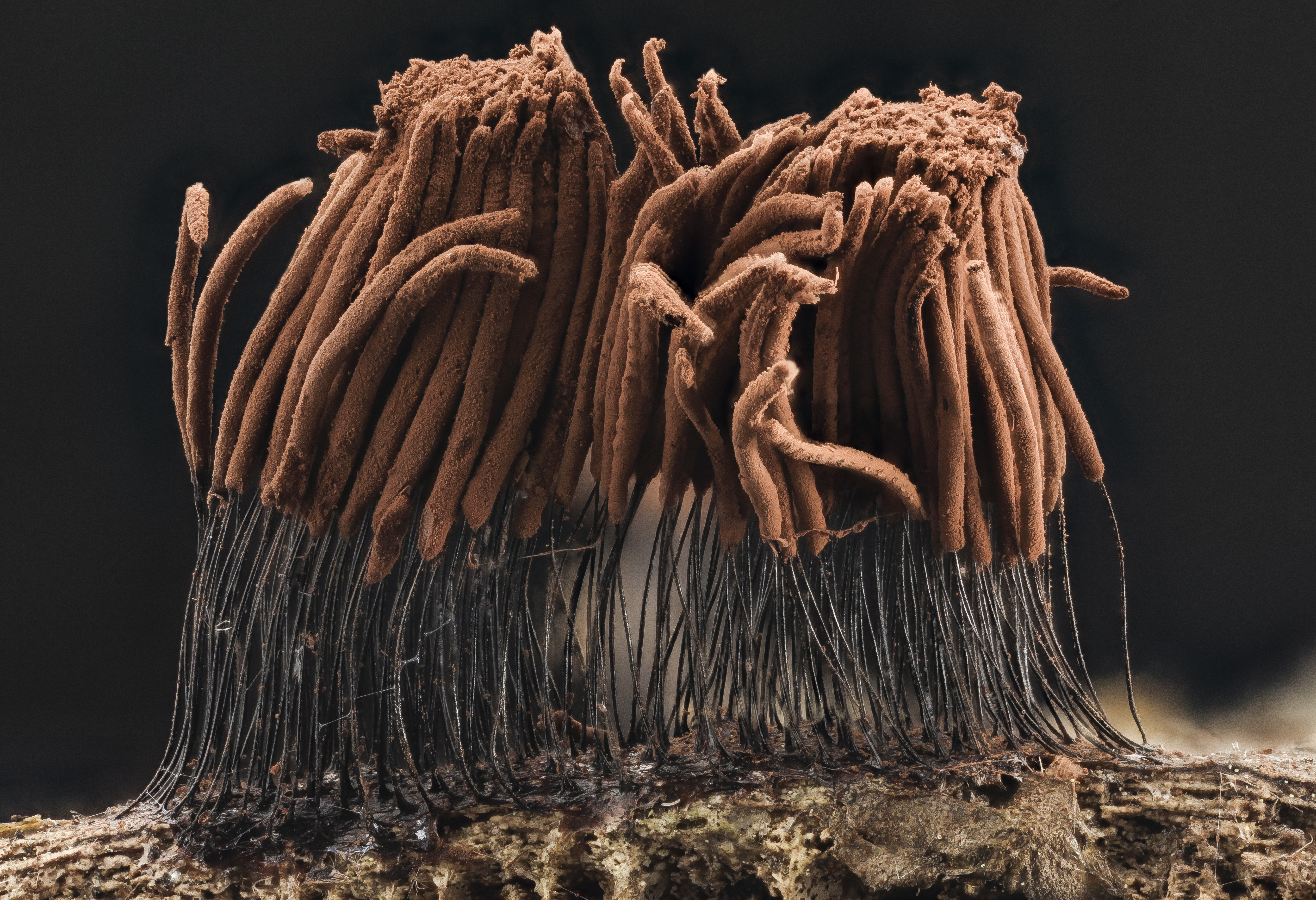
ムラサキホコリ属 (ムラサキホコリ目) の子実体
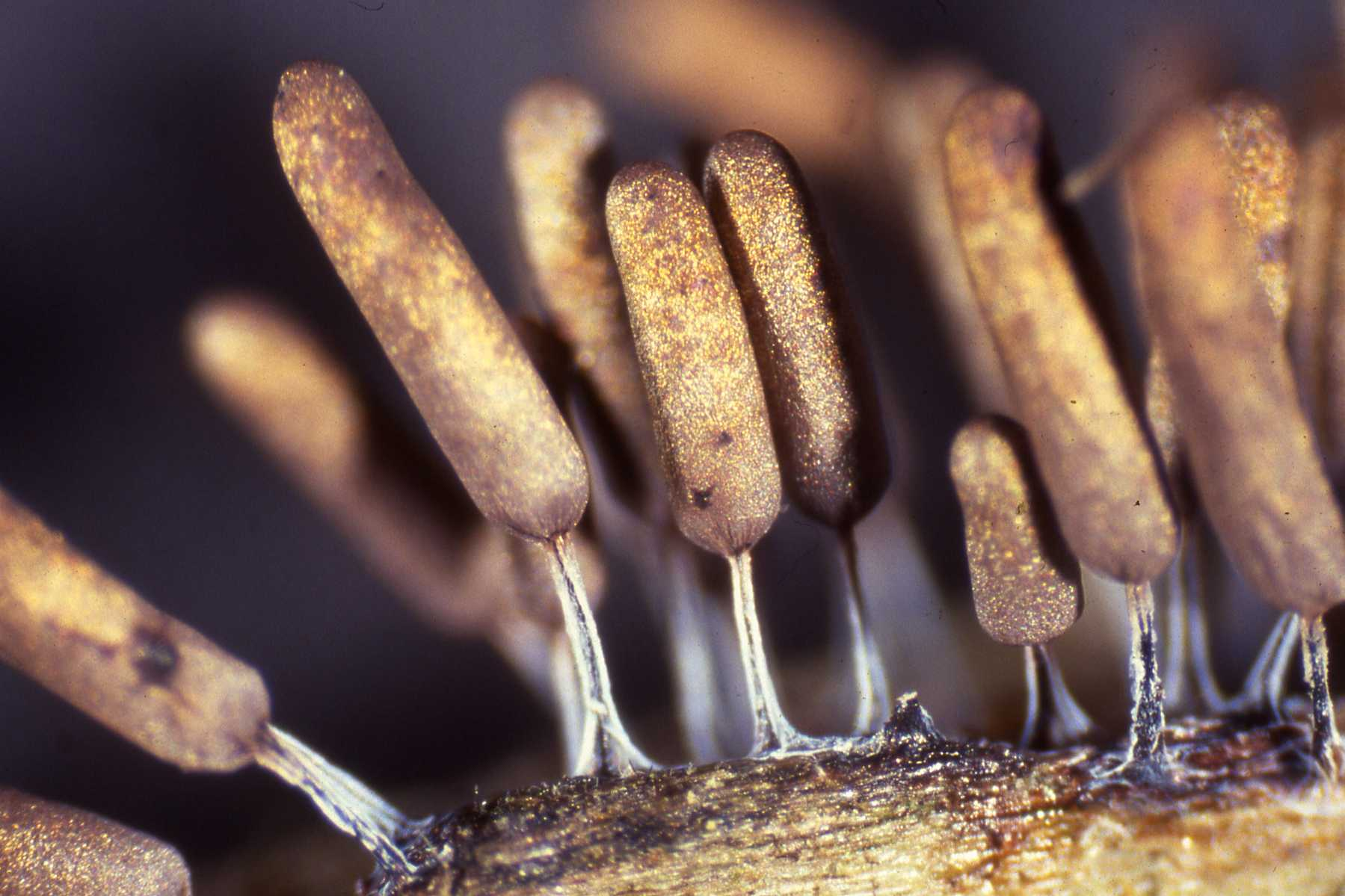
ハダカコムラサキホコリ (ムラサキホコリ目) の子実体
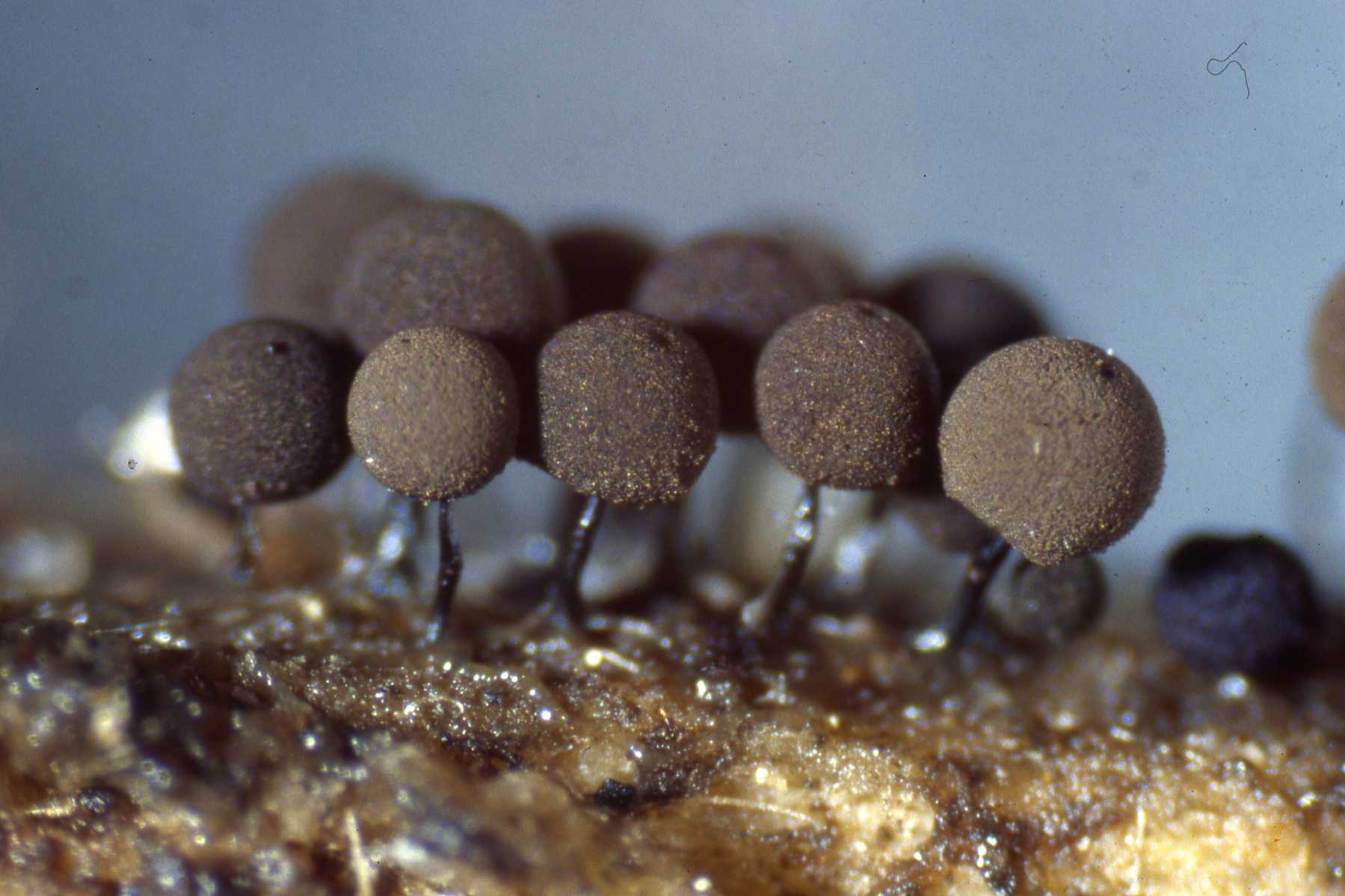
フサホコリ (ムラサキホコリ目) の子実体
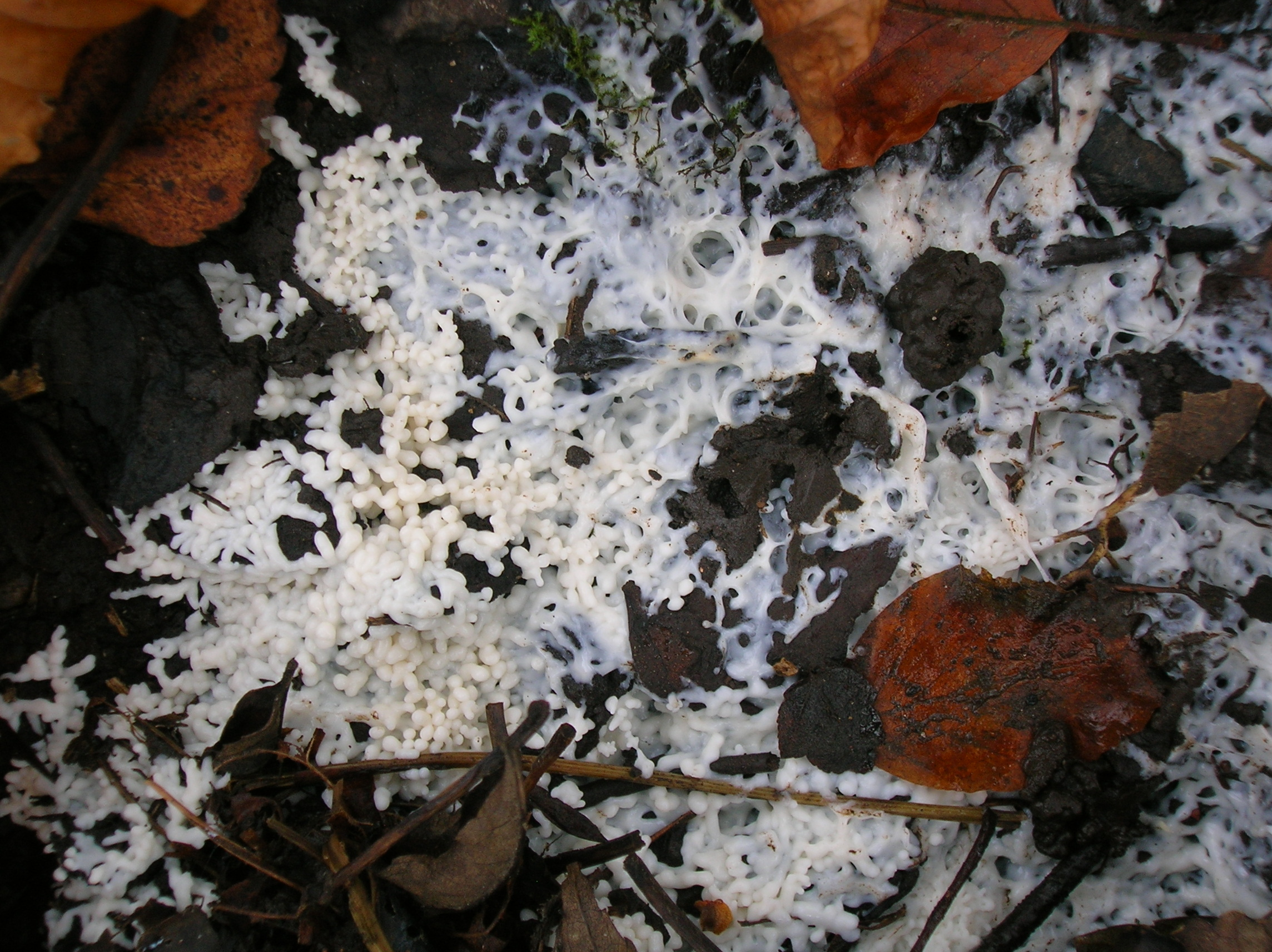
Brefeldia maxima (ムラサキホコリ目) の子実体形成
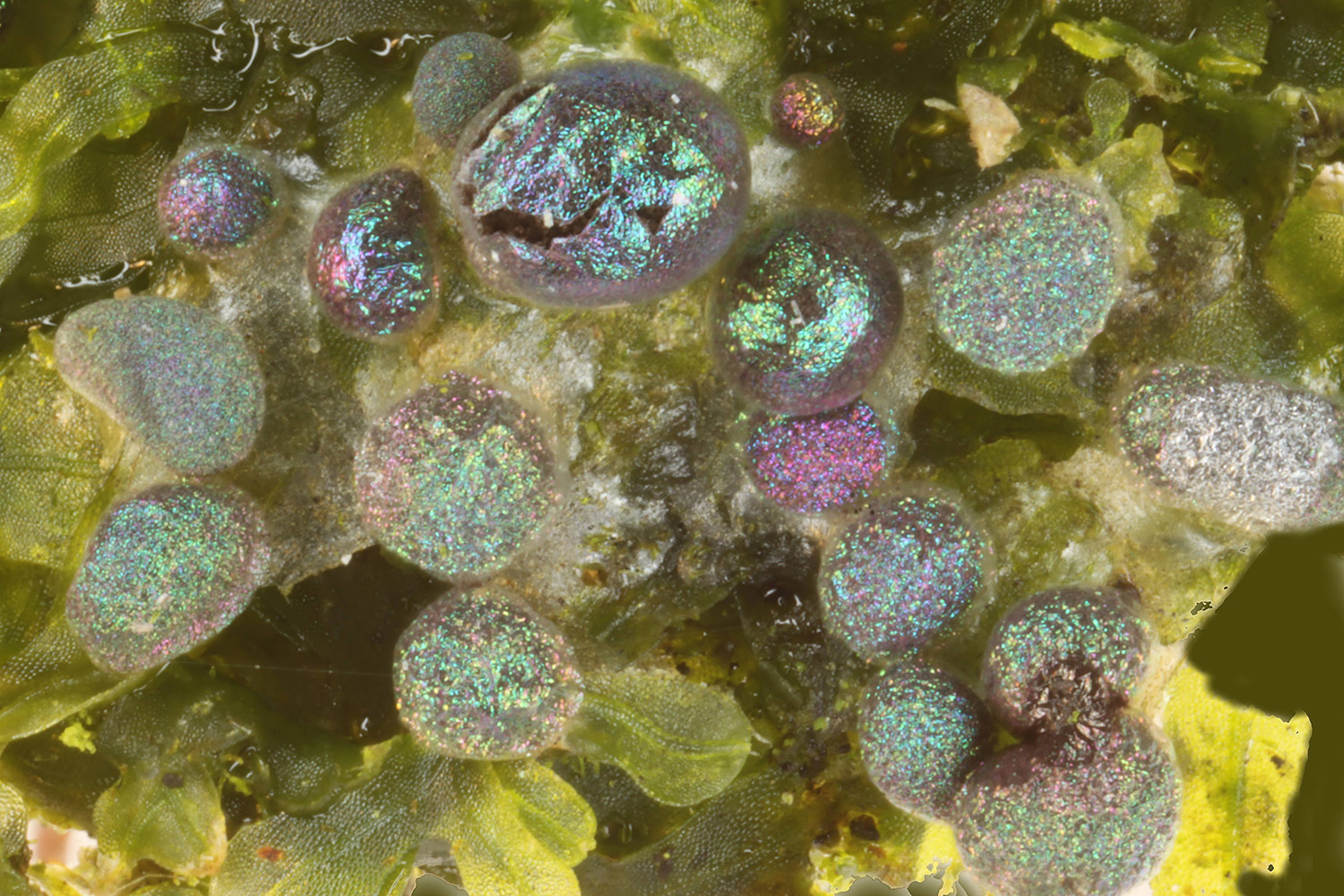
Diacheopsis synspora (モジホコリ目) の子実体
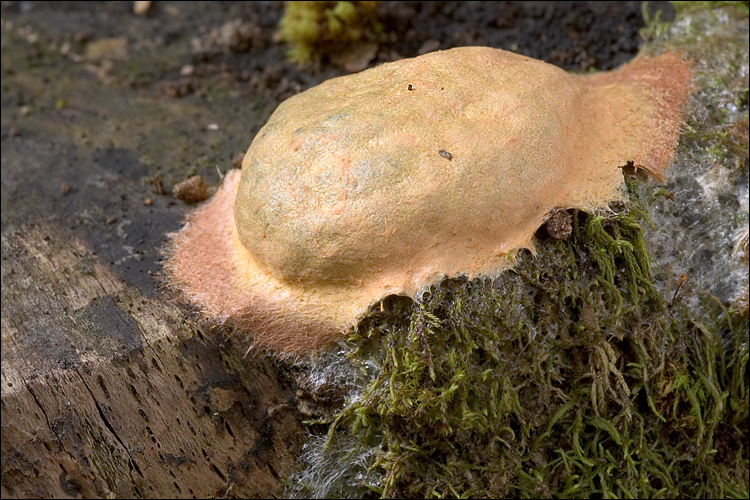
ナメラススホコリ (モジホコリ目) の子実体
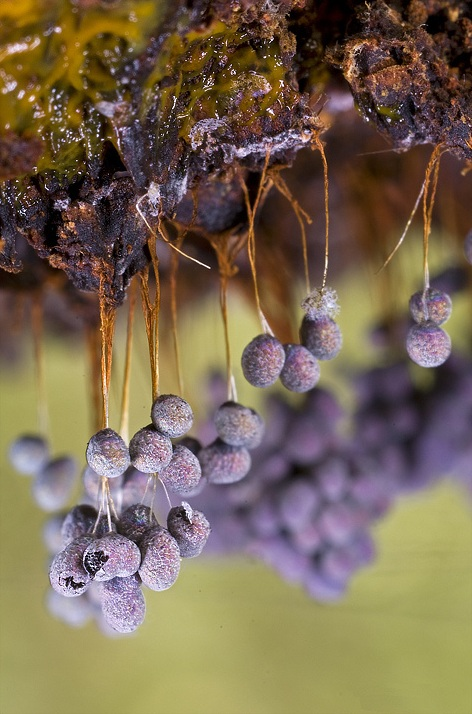
ブドウフウセンホコリ (モジホコリ目) の子実体
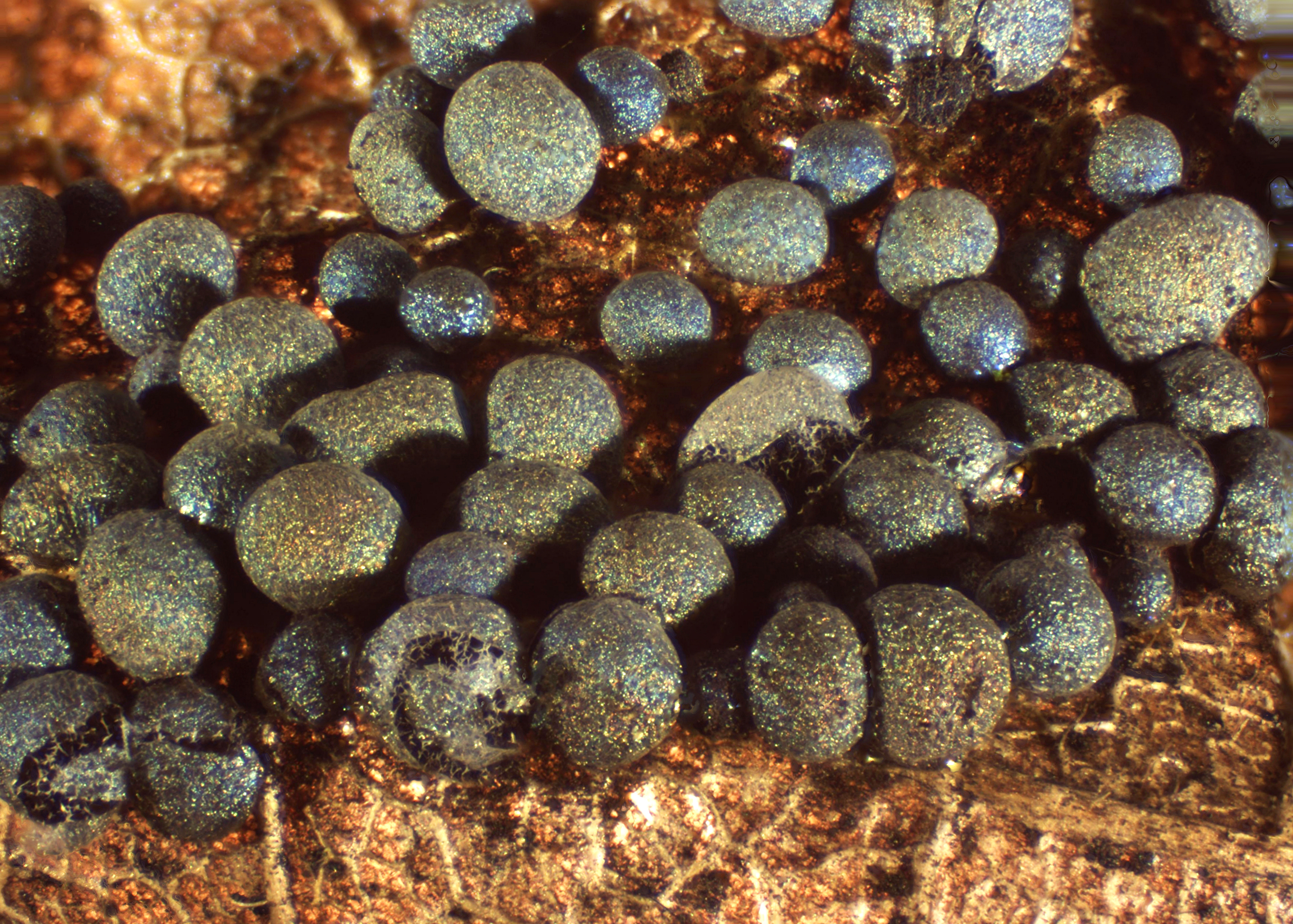
パンフウセンホコリ (モジホコリ目) の子実体
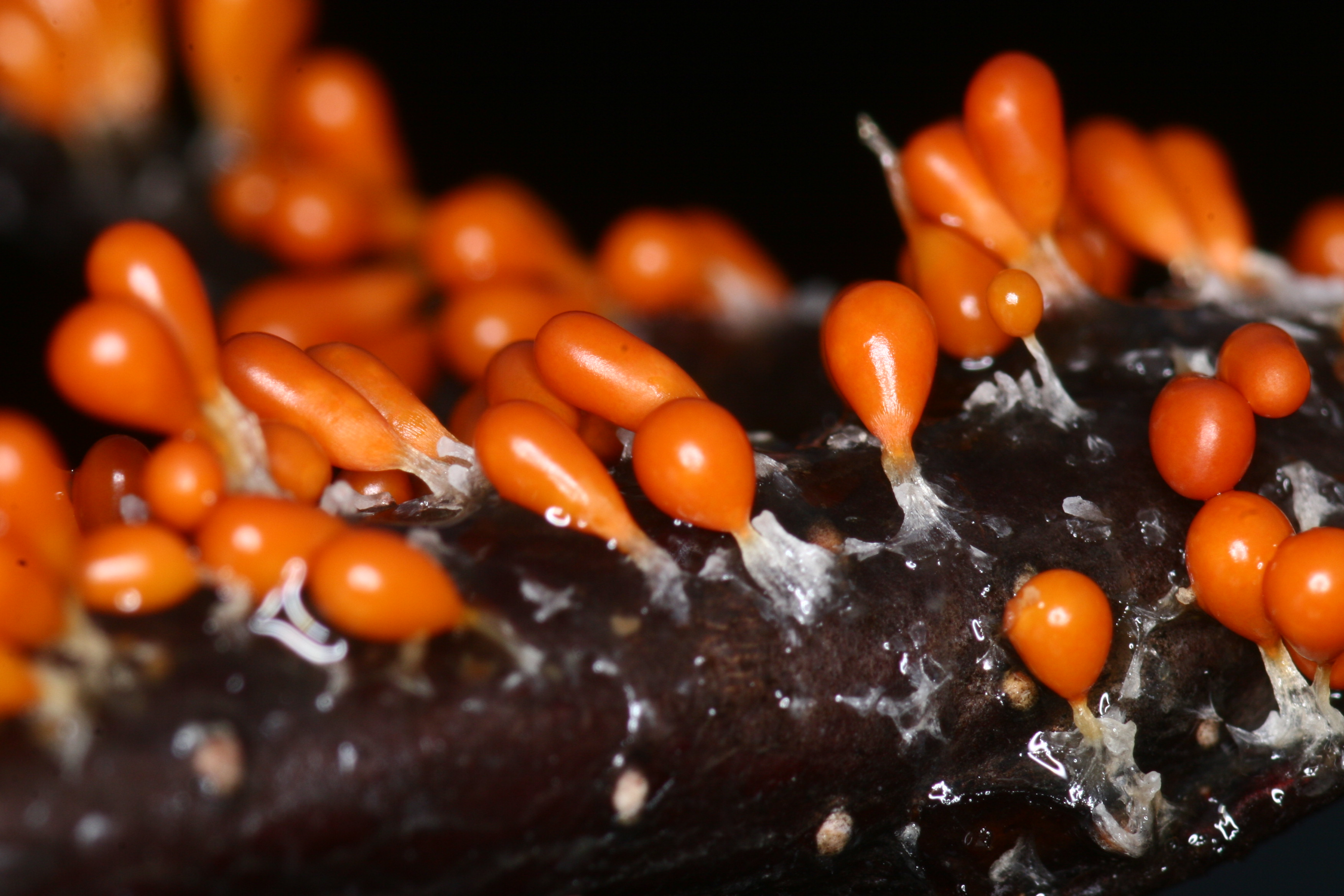
ウリホコリ (モジホコリ目) の未熟子実体
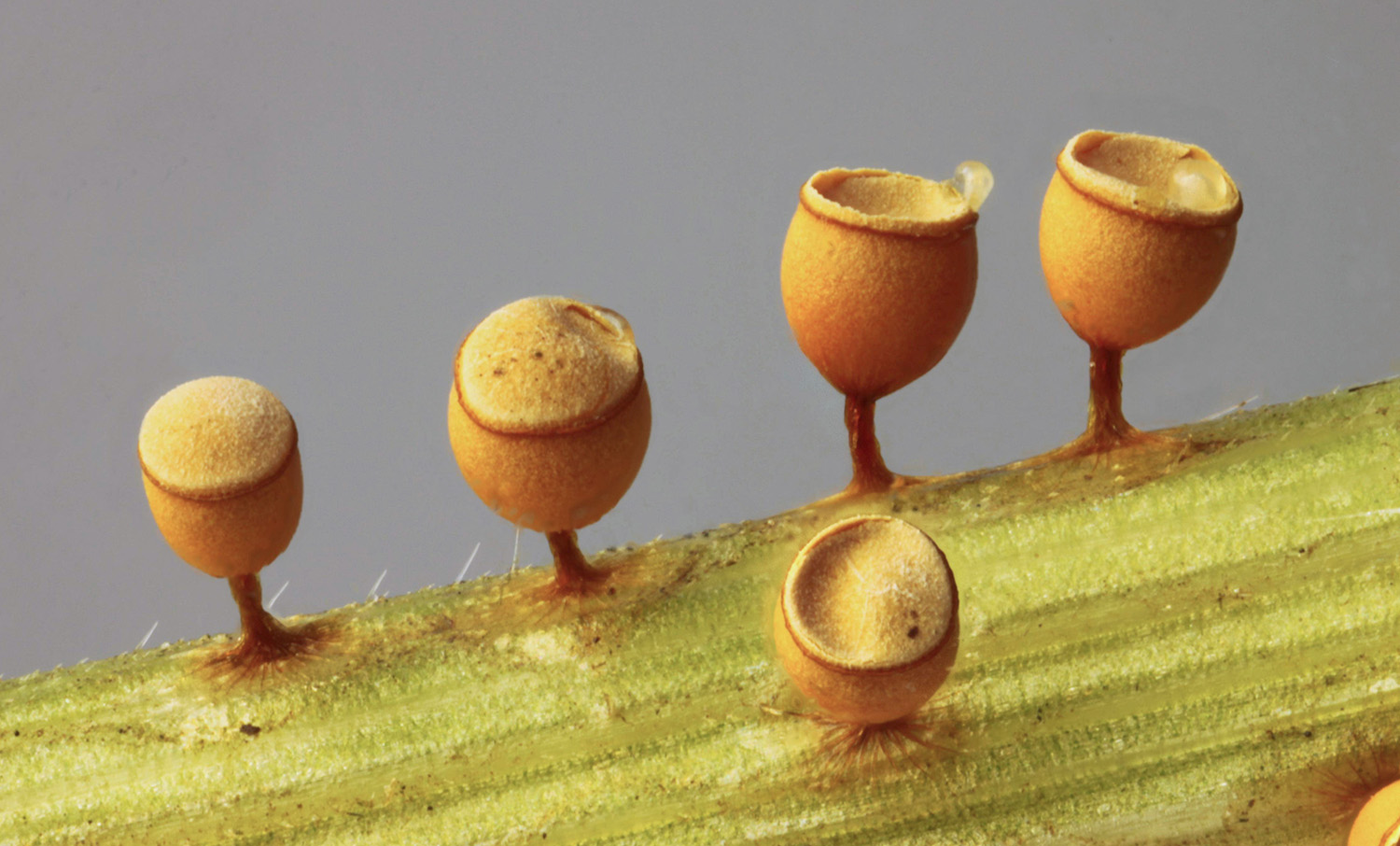
サカズキホコリ (モジホコリ目) の子実体
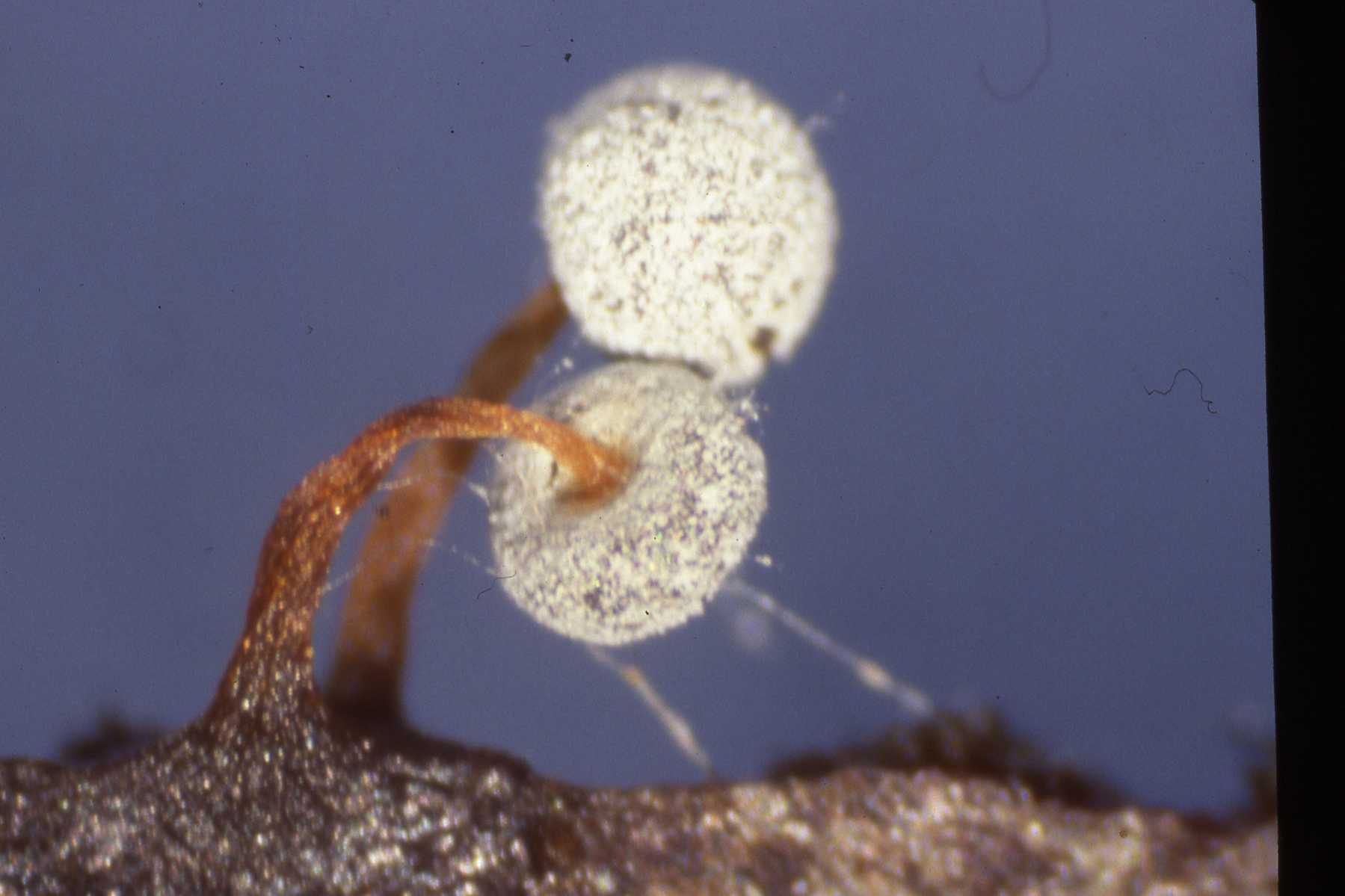
Didymium bahiense (モジホコリ目) の子実体
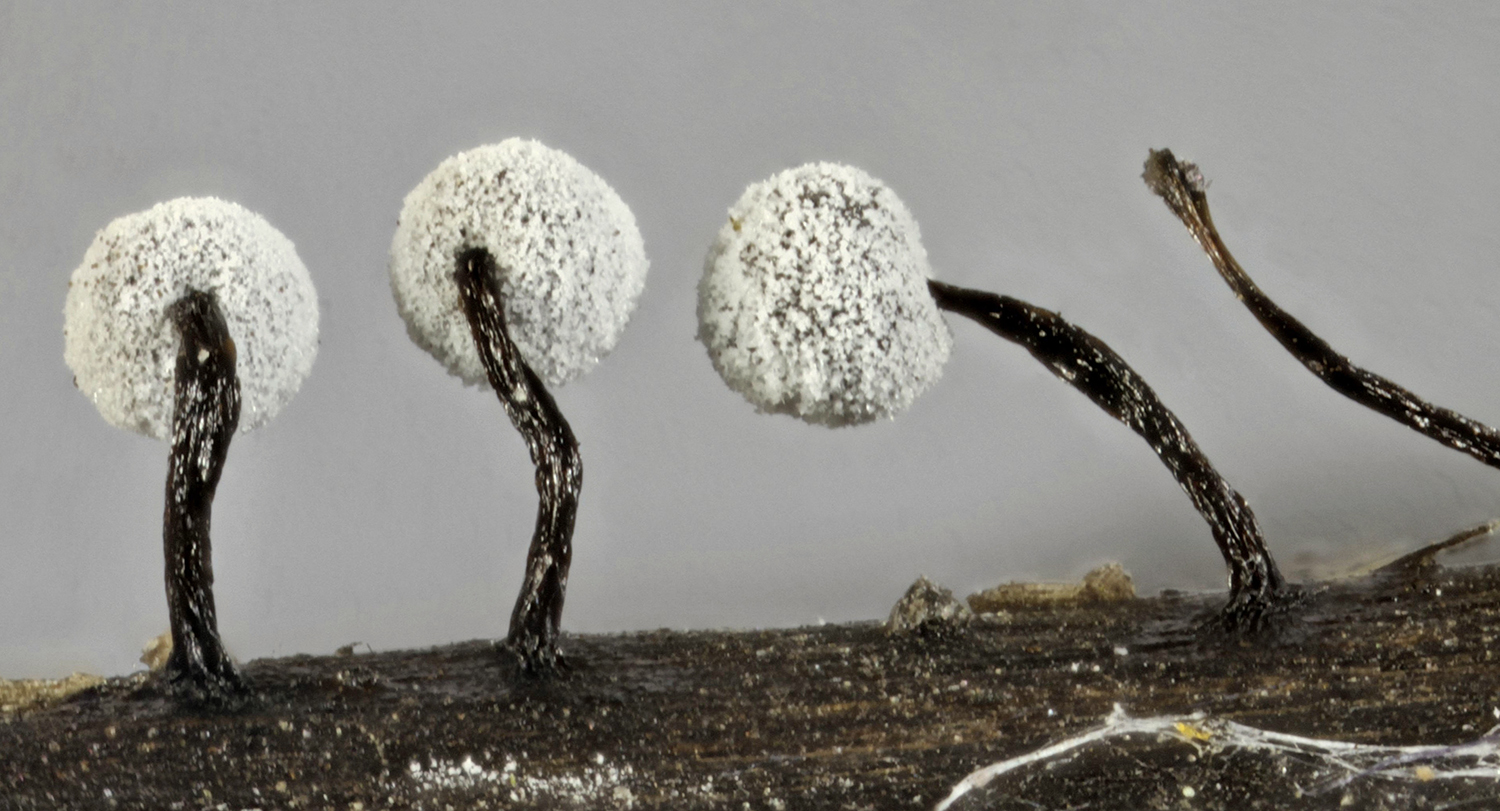
クラカタホコリ (モジホコリ目) の子実体
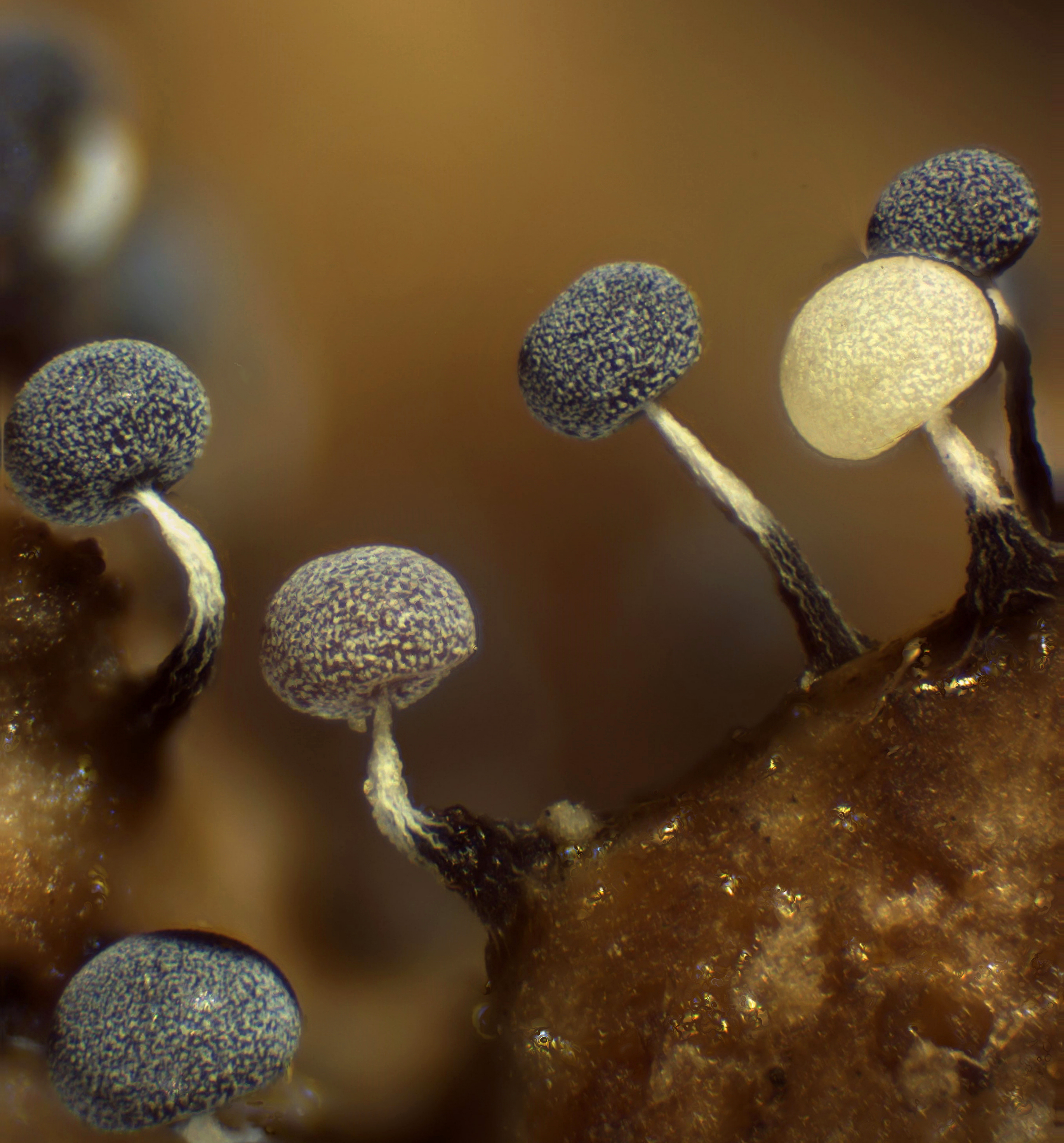
シロモジホコリ (モジホコリ目) の子実体
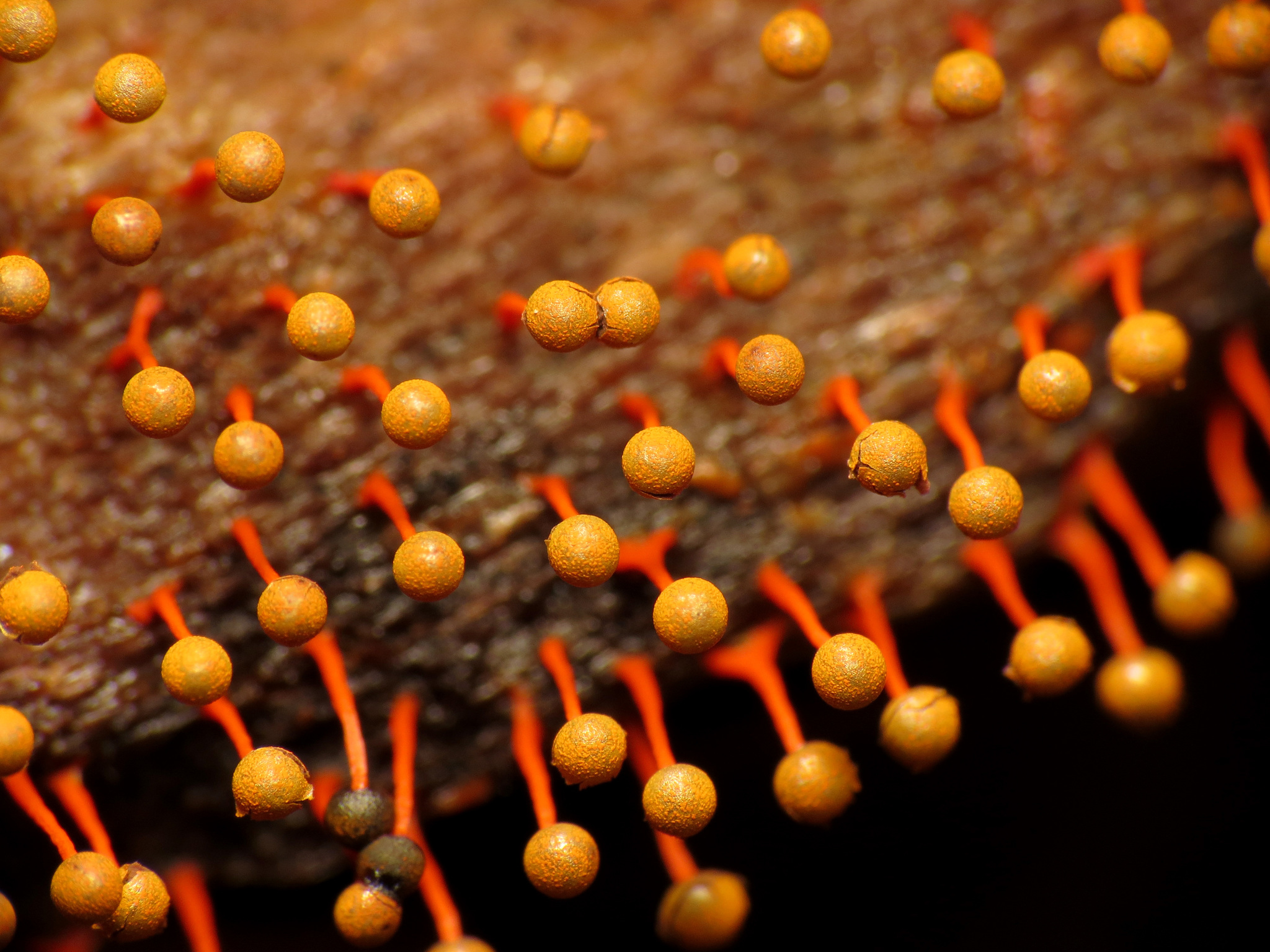
Physarum psittacinum (モジホコリ目) の子実体
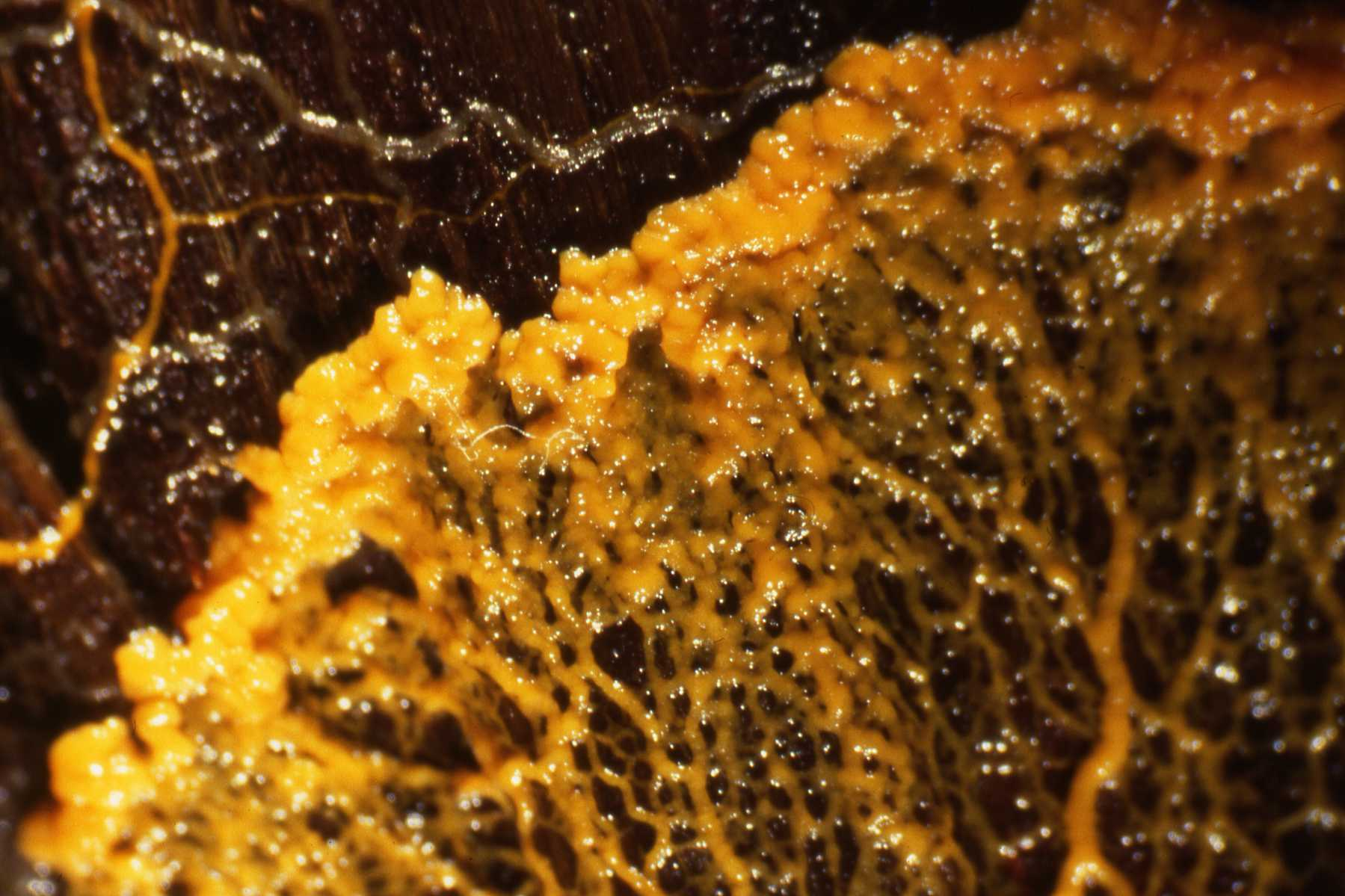
モジホコリ (モジホコリ目) の変形体